# Bultrug
De bultrug (Megaptera novaeangliae), ook wel bultrugwalvis genoemd, is een zeezoogdier uit de parvorde van de baleinwalvissen (Mysticeti). Het is een relatief grote vinvis, die zich van andere vinvissen onderscheidt door zijn lange borstvinnen, zijn gedrongen lichaam en de knobbels op zijn bek en onderkaak. Volwassen bultruggen variëren in lichaamslengte van 12–16 meter en wegen zo'n 25 à 30 ton.
De bultrug staat bekend om het gezang dat de mannetjes in de paartijd laten horen en dat dagenlang kan duren. Bij walvisspotters en toeristen zijn bultruggen populair om hun spectaculaire vertoningen aan de wateroppervlakte; ze slaan met hun grote borstvinnen op het water en maken sprongen waarbij ze soms geheel boven de waterspiegel komen. De bultrug kent een groot aantal inventieve jachttechnieken waarbij hij vaak nauw samenwerkt met zijn soortgenoten. Elk jaar leggen bultrugpopulaties duizenden kilometers af wanneer ze migreren van de koude, eutrofe poolstreken naar warmere wateren om daar te paren en te kalven.
In het verleden werd de bultrug in zijn voortbestaan bedreigd door de walvisvaart. Sinds de jacht in 1966 verboden werd, neemt het aantal bultruggen weer gestaag toe. Dit ondanks het feit dat er elk jaar exemplaren sterven door aanvaringen met schepen, verstrikking in visnetten en de gevolgen van geluidsoverlast. Hoewel de bultrug tot de meest bestudeerde walvissen behoort, blijven veel aspecten van zijn levenswijze nog onbegrepen. Wel is duidelijk geworden dat het een intelligent dier is en mede daardoor is de bereidheid om deze soort te beschermen in de loop van de tijd toegenomen.

## Naamgeving

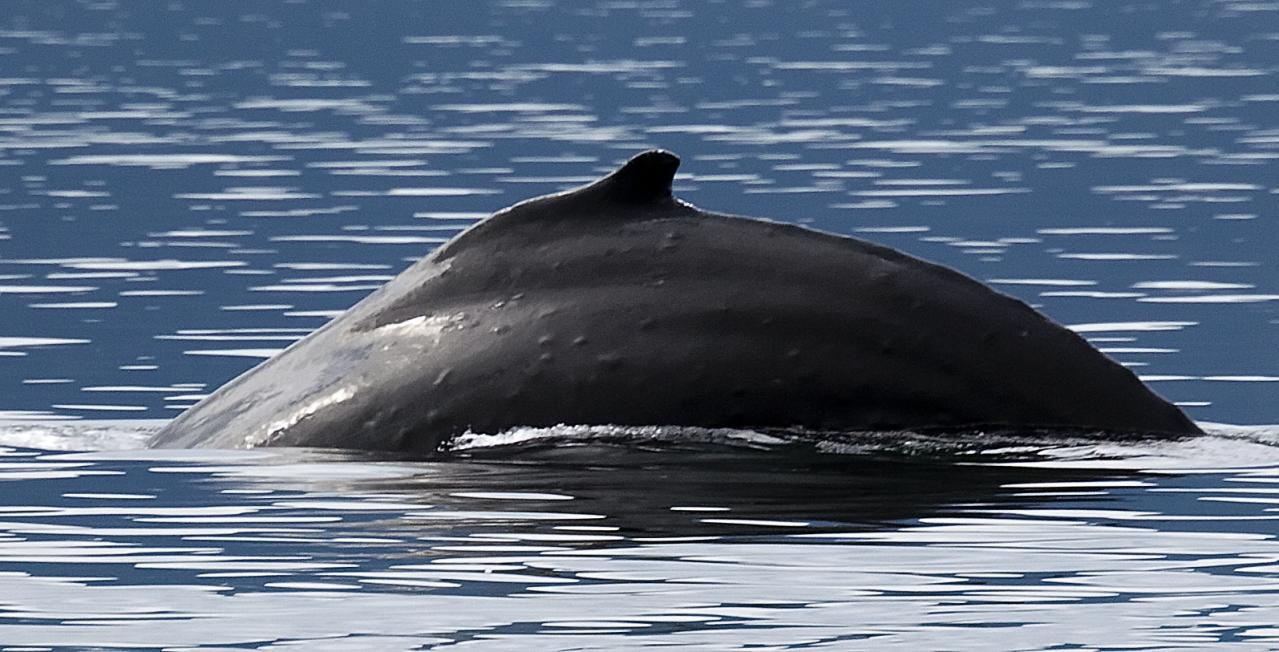
De bultrug dankt zijn naam aan de vlezige uitstulping op zijn rug.

De bultrug dankt zijn triviale naam aan de vlezige uitstulping die zijn kleine rugvin draagt. Wanneer de bultrug gaat duiken kromt hij zijn rug eerst in een stompe hoek, zodat deze bult extra geprononceerd wordt. Ook in andere talen wordt aan deze 'bochel' gerefereerd. Zo luidt zijn naam in het Engels humpback whale ('bultrugwalvis'), in het Afrikaans boggelwalvis ('bochelwalvis') en in het Spaans ballena jorobada ('gebochelde walvis').
De wetenschappelijke naam van de bultrug is Megaptera novaeangliae. De geslachtsnaam Megaptera slaat op de lange borstvinnen van de bultrug en is een samenvoeging van de Griekse woorden μεγα (mega) en πτερα (ptera), die respectievelijk 'groot' en 'vleugels' betekenen. Novaeangliae is afgeleid van het Latijnse Nova Anglia, oftewel New England. Deze naam refereert aan de noordoostkust van de Verenigde Staten, waar het dier is aangetroffen door Mathurin Jacques Brisson, de Franse zoöloog die de bultrug in 1756 voor het eerst beschreef.

## Uiterlijke kenmerken
De bultrug heeft veel overeenkomsten met de overige vinvissoorten, maar is dankzij een aantal specifieke kenmerken toch gemakkelijk te herkennen. Hij heeft een relatief gedrongen lichaamsbouw met lange borstvinnen. Vrijwel alle bultruggen zijn aan de bovenzijde blauwzwart gekleurd, maar het kleurpatroon aan de onderzijde is regiogebonden. In de zuidelijke wateren is de onderzijde vrijwel helemaal lichtgekleurd tot wit, in de noordelijke wateren loopt het blauwzwart aan de onderzijde door. Sommige bultruggen zijn hier vrijwel helemaal blauwzwart. Er is slechts één witte bultrug bekend, die sinds 1991 in de wateren rond Australië wordt aangetroffen. Hij kreeg de naam Migaloo, wat een inheems dialect is voor 'witte kerel'. Uit onderzoek bleek dat Migaloo een albino is.
1: knobbels vormen een patroon op de kop en onderkaak

2: de richel die bij andere vinvissen over de kop loopt, ontbreekt

3: lange onregelmatige borstvinnen

4: een brede golfvormige staartvin met een zwart-witpatroon aan de onderzijde

5: een kleine rugvin, meestal op een vlezige uitstulping

6: aan de bovenzijde is de bultrug blauwzwart gekleurd

### Kop

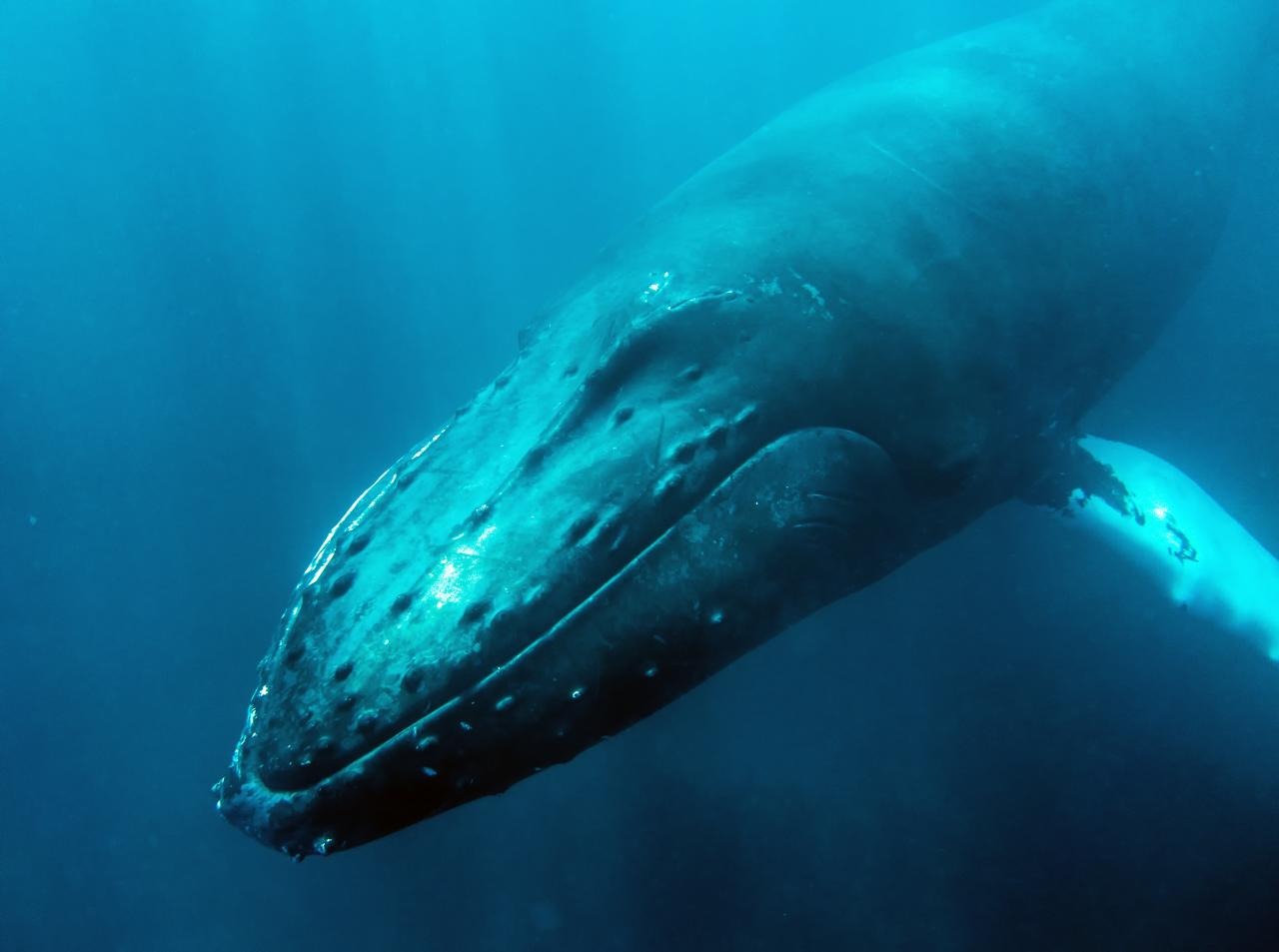
De bultrug heeft een symmetrisch patroon van tuberkels op zijn kop.

De bultrug heeft een brede ronde kop. De onderkaak is gebogen en steekt een eind onder de bovenkaak uit. Anders dan bij andere vinvissen zijn de bovenkant van de kop en de onderkaak bedekt met dertig tot zestig knobbels. Deze lijken op het eerste gezicht op parasitaire woekeringen zoals bij de noordkaper, maar in werkelijkheid zijn dit tuberkels (wratachtige vergroeiingen) die fungeren als haarzakjes en in een symmetrisch patroon zijn gerangschikt. Onderzoek heeft aangetoond dat elk haarzakje een korte stijve tasthaar (vibrissae) bevat, die verbonden is met een dicht netwerk van zenuwen. Bultruggen gebruiken deze tastharen om bewegingen in het water te detecteren en te lokaliseren.

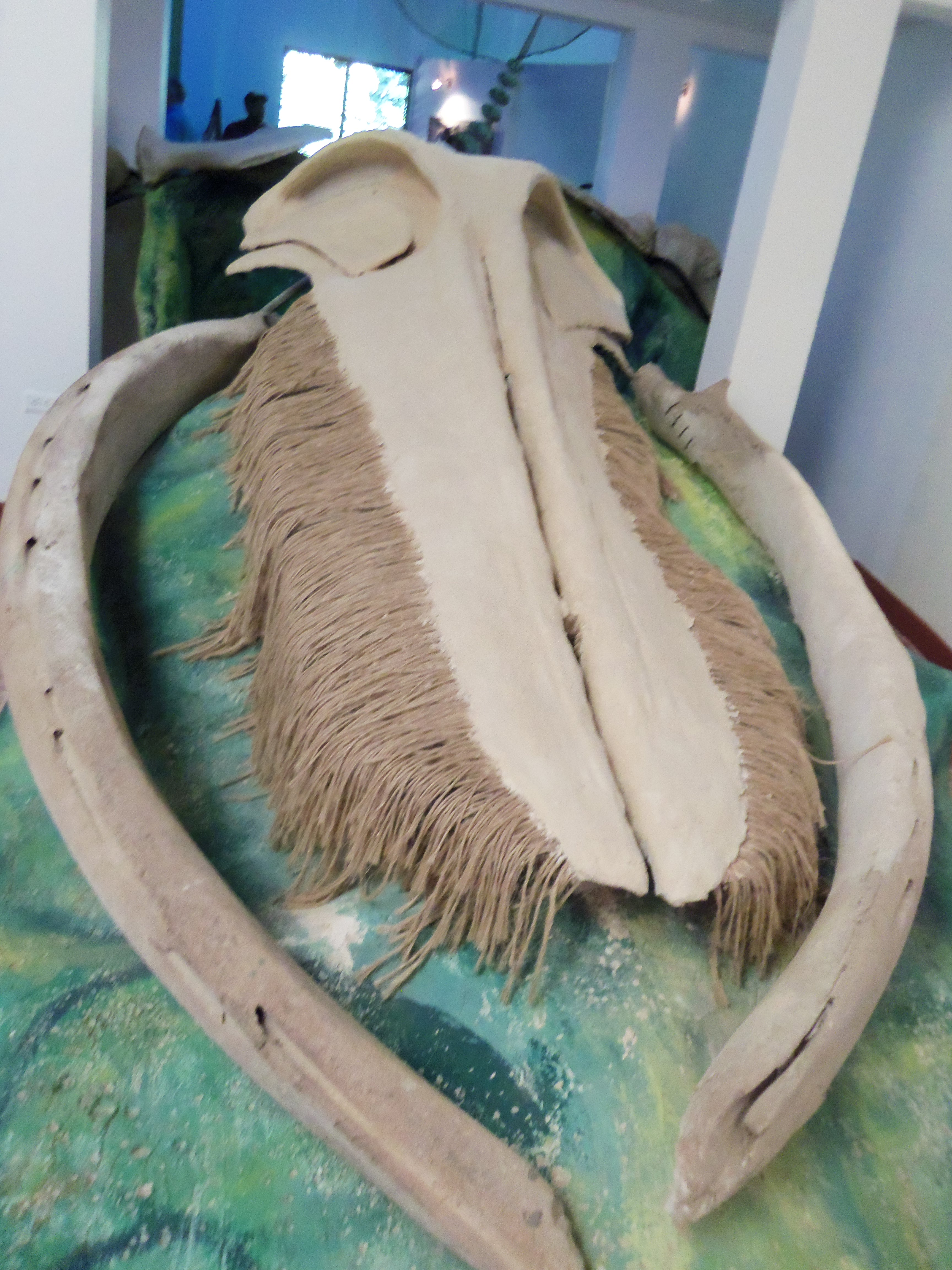
Schedel van een wijfje

Dankzij keelgroeven die tot aan de navel lopen kan de bultrug zijn keel enorm uitzetten als hij zich voedt. Het aantal keelgroeven is minder dan bij andere vinvissen, gemiddeld 14 tot 22. Dit aantal kan echter variëren van 12 tot 36. De bultrug voedt zich met vis en kreeftachtigen zoals krill, die hij uit het water zeeft met zijn 270 tot 400 zwarte baleinplaten die vanaf zijn bovenkaak naar beneden hangen. De lengte van de baleinen varieert van ongeveer 45 cm aan de voorkant van de bek tot ongeveer 90 cm achteraan.
De hersenen van de bultrug verschillen weinig van die van andere baleinwalvissen. Het gewicht van de kleine hersenen (cerebellum), die onder andere de bewegingen van het dier coördineren, maakt 20 procent van het totaalgewicht van de hersenen uit. De ogen zijn klein, om grote waterdruk te kunnen doorstaan. Desondanks hebben bultruggen een goed zicht, zowel boven als onder water. Vlak achter de ogen bevinden zich de smalle openingen van de gehoorgang. De bultrug heeft twee spuitgaten achter op de kop, die tijdens het uitademen een brede, hartvormige waterstraal van ongeveer drie meter hoog produceren. In tegenstelling tot de meeste landdieren kunnen bultruggen niet onbewust ademen. Om te voorkomen dat ze stikken, schakelen ze in de slaap slechts één hersenhelft uit. De reukzintuigen zijn klein en waarschijnlijk kunnen bultruggen hier nauwelijks geuren mee waarnemen.

### Lichaam

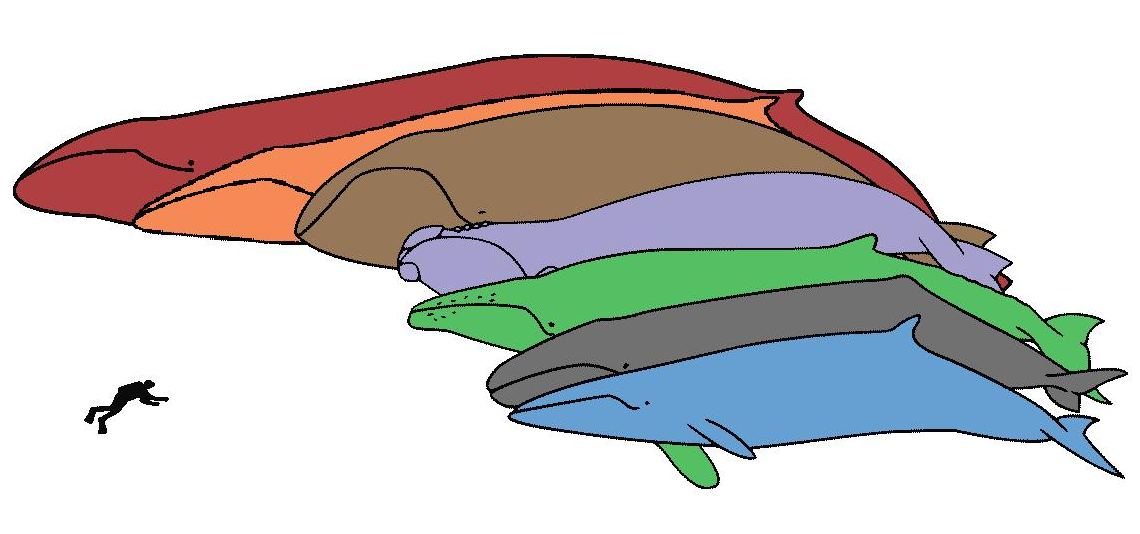
Schaalvergelijking van verschillende baleinwalvissen en een duiker:

De bultrug heeft een relatief stijf lichaam dat gestroomlijnd is, maar minder dan bij andere vinvissen. Wanneer een bultrug aan land wordt gehaald, vervormt zijn lichaam ten gevolge van de grote massa. Volwassen bultruggen kunnen een gewicht bereiken van 40 ton, maar gemiddeld wegen ze 25–30 ton. Volwassen mannetjes bereiken een lengte van 13–14 m, bij de wijfjes is dit 15–16 m. De grootste gedocumenteerde bultrug was een wijfje van 19 m lang met borstvinnen van zes meter. Walvisvaarders beweren echter een 27 m groot vrouwtje van bijna 90 ton te hebben gedood in het Caribisch gebied, maar dit is niet gestaafd door wetenschappers.
Behalve in grootte verschillen mannetjes en vrouwtjes uiterlijk slechts weinig van elkaar. De geslachtsorganen van beide seksen bevinden zich in een genitale sleuf, maar een vrouwtje is te herkennen aan een halfronde kwab van 15 cm in de genitale regio. Bultruggen hebben relatief gezien de dikste laag blubber (een isolerende vetlaag) van alle walvissen. Alleen de blauwe vinvis heeft een dikkere laag, maar is tweemaal zo zwaar als de bultrug.

### Vinnen
De bultrug onderscheidt zich ook van andere walvissen door zijn lange borstvinnen, waarvan de kleur aan de bovenzijde varieert van geheel zwart of zwart-wit gevlekt tot geheel wit. De onderzijde is vrijwel altijd wit. De borstvinnen van de bultrug zijn de langste ledematen in het dierenrijk en kunnen een lengte bereiken van ongeveer een derde van zijn totale lichaamslengte, tot zo'n 5,5 m. Mogelijk helpt het grote oppervlakte van de borstvinnen de bultrug om zijn lichaamstemperatuur te reguleren, te vergelijken met de grote oren van de fennek, een woestijndier. Dit zou hem goed van pas komen wanneer hij migreert van de tropische zeeën naar koudere klimaten. Het is vastgesteld dat ze hun lange borstvinnen gebruiken bij de jacht op vis, waarbij ze vissen door middel van hun vinbewegingen in de richting van hun mond opjagen.

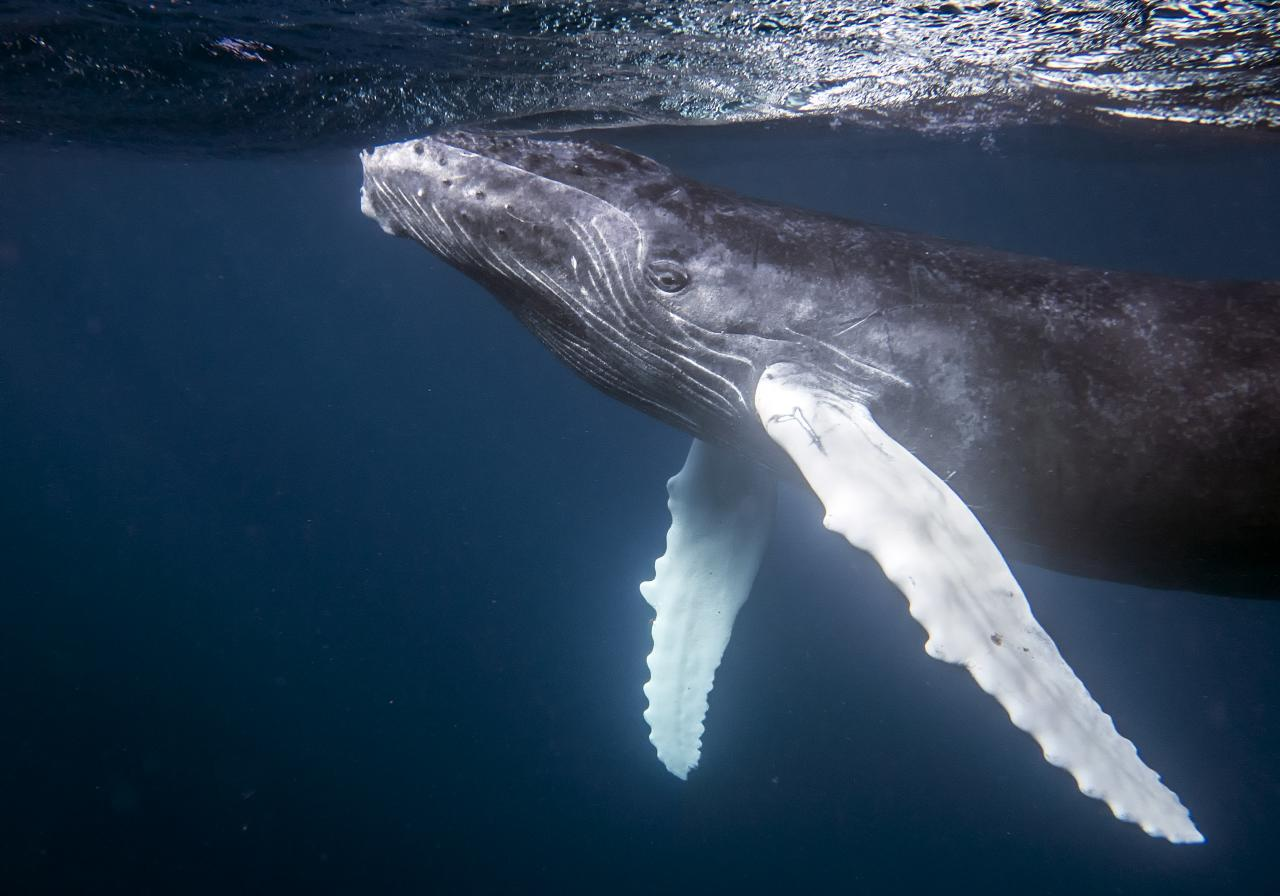
De rand van de borstvin is bedekt met grote tuberkels.

Op de voorrand van deze borstvinnen bevinden zich grote tuberkels, maar dit zijn geen haarzakjes zoals op de kop. Elke vin heeft twee prominente tuberkels die de voorrand in drie vrijwel gelijke stukken verdelen. Door hun positie veroorzaken de tuberkels wervelingen tijdens het zwemmen die het water in een gelijkmatige en roterende stroom langs de borstvinnen leiden. Dit vergroot de opwaartse druk, zodat de bultrug zijn borstvinnen in een schuine stand kan houden zonder dat dit invloed heeft op zijn snelheid. Bovendien verminderen de wervelingen de weerstand van het water, wat de bultrug in staat stelt om ondanks zijn stijve lichaam in kleine cirkels te zwemmen. De onregelmatige rand op de vinnen werkt zo effectief, dat wetenschappers hebben onderzocht of deze oplossing ook gebruikt kan worden bij het ontwerpen van vliegtuigvleugels. Met een dergelijke rand zouden er minder mechanische kleppen nodig zijn, wat resulteert in een grotere veiligheid en minder onderhoud.

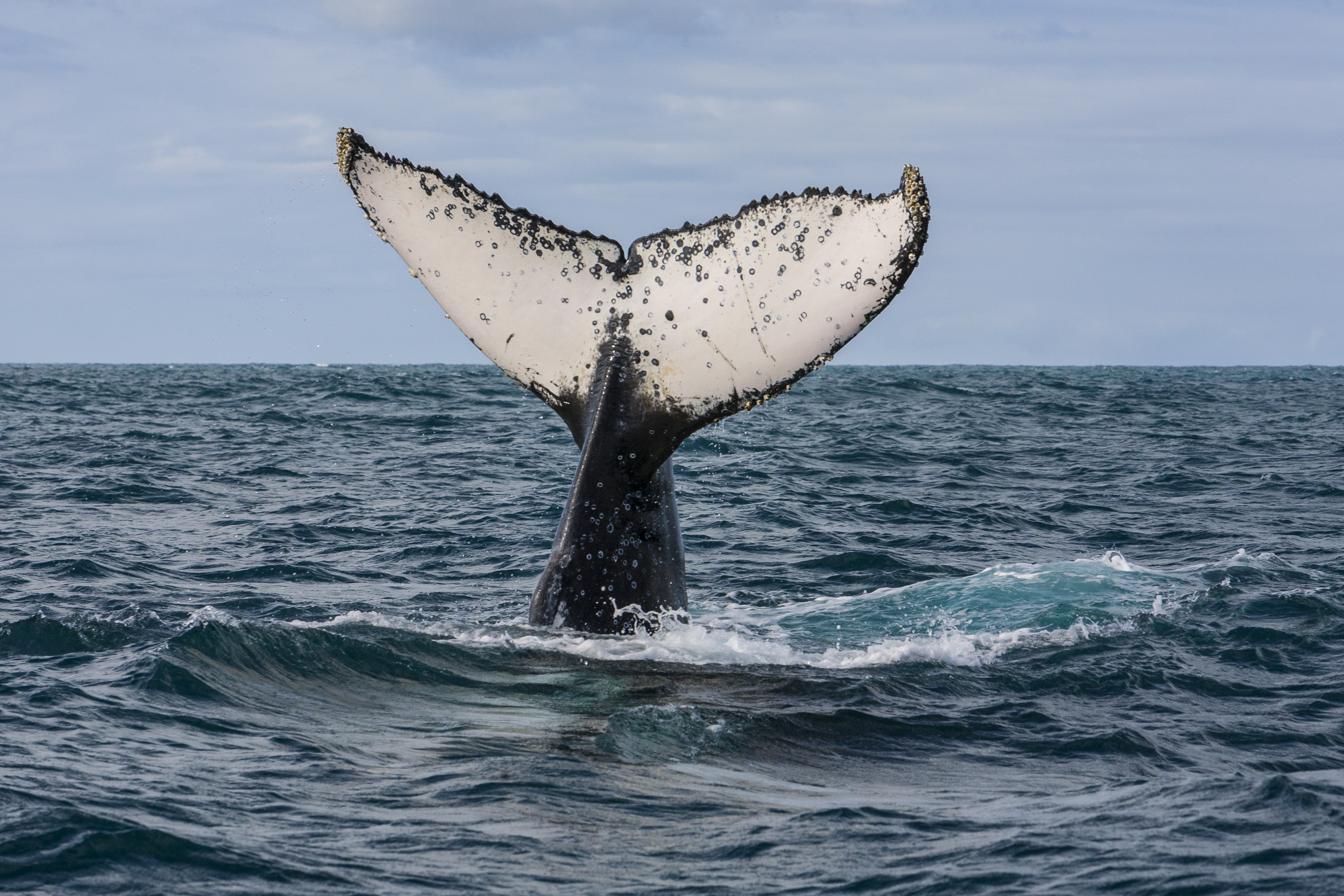
De tekening op de staartvin heeft een uniek patroon wat het mogelijk maakt om individuele exemplaren te herkennen.

De staartvin van de bultrug is breder dan die van de overige vinvissen en heeft een duidelijke inkeping en een golfvormig uiteinde. Wanneer de bultrug gaat duiken wordt deze vin vaak hoog opgetild; de zwart-witte tekening op de onderzijde van de staartvin is dan goed zichtbaar. Dit patroon is uniek voor elk exemplaar, net als het patroon op de borstvinnen, zodat het mogelijk is voor wetenschappers om individuele exemplaren te herkennen.
Er bestaat een grote verscheidenheid aan vormen van de rugvin. Sommige bultruggen hebben relatief kleine stompe rugvinnen, terwijl andere bultruggen grote sikkelvormige rugvinnen hebben, te vergelijken met die van dolfijnen. De rugvin verheft zich meestal op een vlezige uitstulping en is goed zichtbaar wanneer de bultrug aan de oppervlakte komt en wanneer het dier gaat duiken.

## Leefwijze en gedrag
De bultrug heeft een losse sociale structuur en leeft meestal solitair of in kleine groepen van twee of drie dieren. Als bultruggen elkaar ontmoeten blijven ze soms in kleine groepen bij elkaar om gezamenlijk te foerageren of te jagen, maar meestal niet langer dan een paar uur. Dergelijke groepen kunnen twintig of meer bultruggen tellen. Soms kiezen twee vrouwtjes ervoor om gedurende een aantal maanden bij elkaar te blijven om te helpen bij de jacht, maar dit is slechts zelden waargenomen. Toch is de bultrug een sociaal dier op zijn eigen manier. Wetenschappers ontdekten bijvoorbeeld dat groepen vrouwtjes elkaar elke zomer ontmoeten in de Saint Lawrencebaai aan de oostkust van Canada. Zulke reünies kunnen meerdere opeenvolgende jaren plaatsvinden, vooral tussen vrouwtjes van gelijke leeftijd. Van één groep zijn zeven opeenvolgende ontmoetingen geregistreerd.

### Zwemgedrag

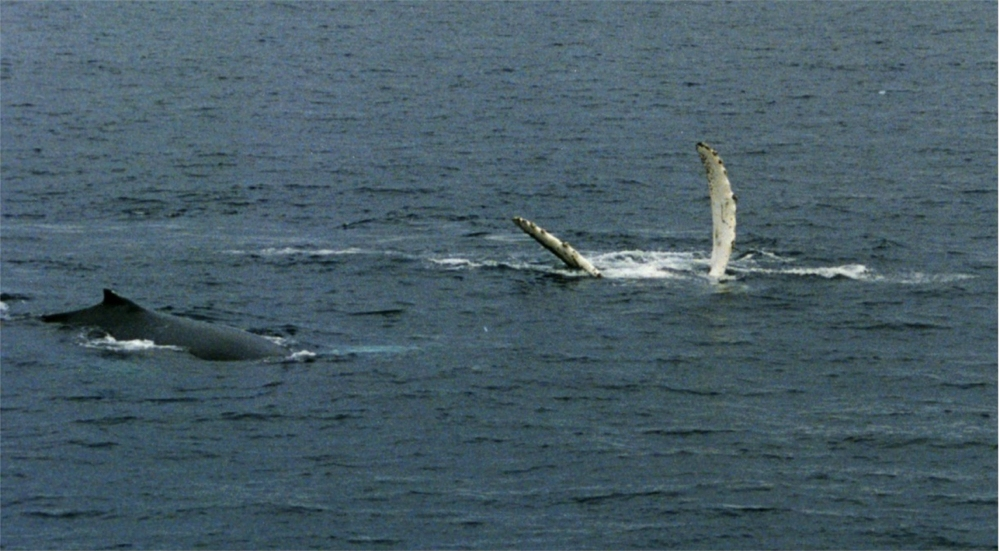
Een bultrug slaat met zijn lange borstvinnen op het water, een uniek gedrag voor baleinwalvissen.

Net als alle walvissen gebruikt de bultrug om zich voort te bewegen alleen zijn staartvin. De normale kruissnelheid is 5–14 km/h; tijdens het foerageren is de snelheid ongeveer 2–5 km/h. Bij gevaar kan de snelheid van een bultrug oplopen tot 24–27 km/h. Tijdens de migratie zwemmen eenzame bultruggen sneller en wijfjes met kalfjes aanmerkelijk langzamer dan bultruggen in een groep.
De bultrug staat bekend om zijn opvallende gedrag aan de wateroppervlakte. Hij maakt bijvoorbeeld achterwaartse en voorwaartse sprongen waarbij hij soms geheel uit het water komt. Deze sprongen hebben meerdere functies; het is onder andere een manier om van parasieten af te komen, het kan ook een middel zijn om met andere bultruggen te communiceren of (voor mannetjes) om vrouwtjes te imponeren. Een ander typisch gedrag is het slaan op het water met de staartvin of, terwijl de bultrug op zijn rug drijft, met de borstvinnen. Dit dient onder andere als communicatie met soortgenoten en om het gedrag van prooidieren te beïnvloeden. Net als veel andere walvisachtigen, waaronder de orka en de grijze walvis, steekt de bultrug regelmatig zijn kop verticaal uit het water om de omgeving te kunnen verkennen. De duik van een bultrug duurt meestal 7–15 minuten, maar kan ook 30 minuten duren, waarbij hij een diepte van 150–200 m onder zeeniveau kan bereiken.

### Voedsel

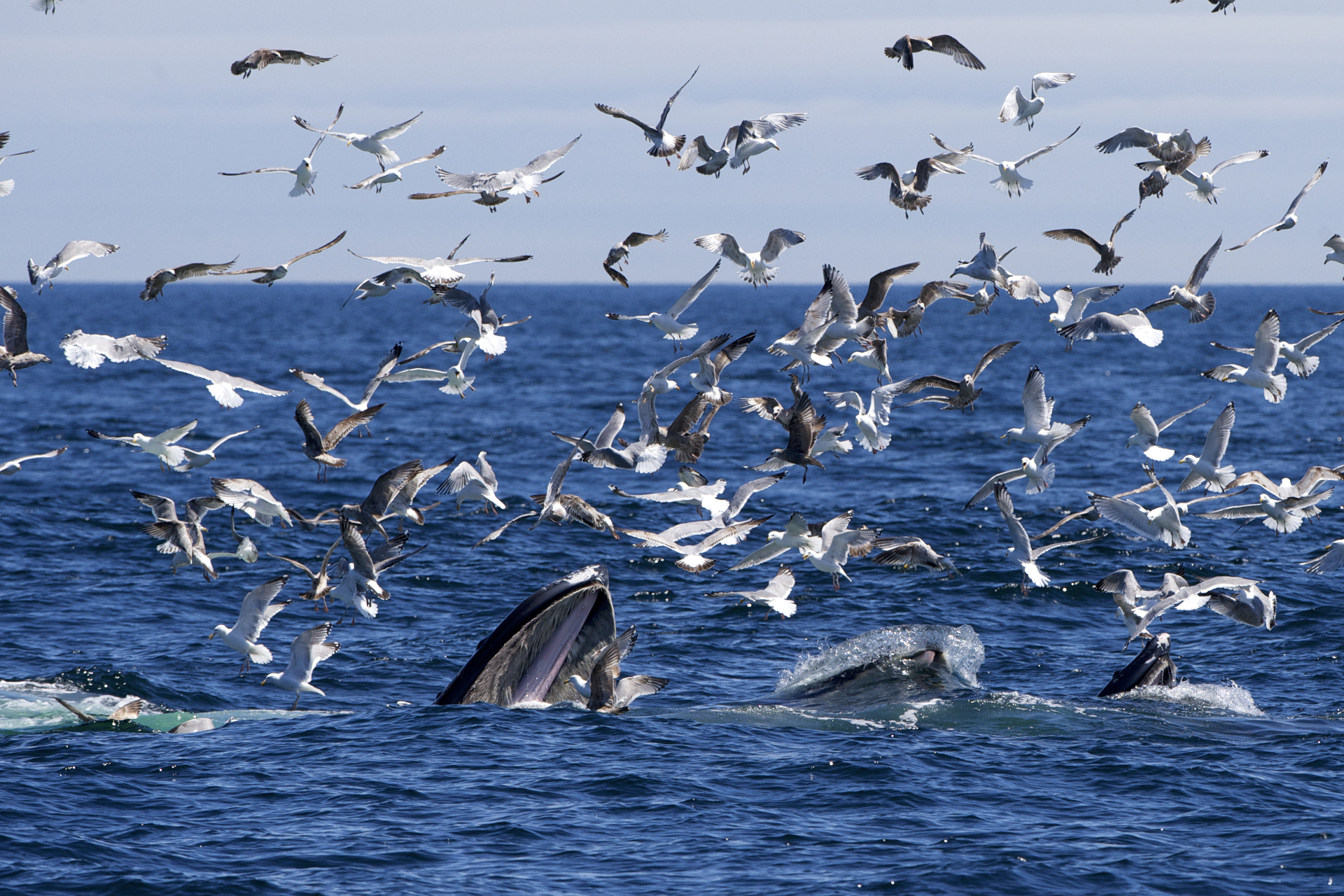
Vier bultruggen voeden zich voor de kust van Massachusetts, Verenigde Staten

Populaties bultruggen voeden zich voornamelijk in de zomer en bouwen een aanzienlijke hoeveelheid vetreserves op, die ze opslaan in hun blubber. Tijdens de winter leven ze in de warme, voedselarme wateren en teren ze voornamelijk op hun vetreserves. De hoeveelheid blubber neemt in deze periode enorm af, want bultruggen zullen hier alleen jagen als zich de gelegenheid voordoet.
De bultrug is, net als de dwergvinvis en de gewone vinvis, een opportunistische jager en is niet kieskeurig. Hij eet vooral kreeftachtigen zoals krill en kleine vissen als haring, Atlantische zalm, lodde en zandspiering, maar ook inktvis als de kans zich voordoet. Bultruggen in de noordelijke Atlantische Oceaan voeden zich ook met makreel, koolvis en schelvis, in het oostelijke gedeelte van de noordelijke Grote Oceaan maken Japanse makreelgepen en Pleurogrammus azonus het grootste deel van het dieet uit.

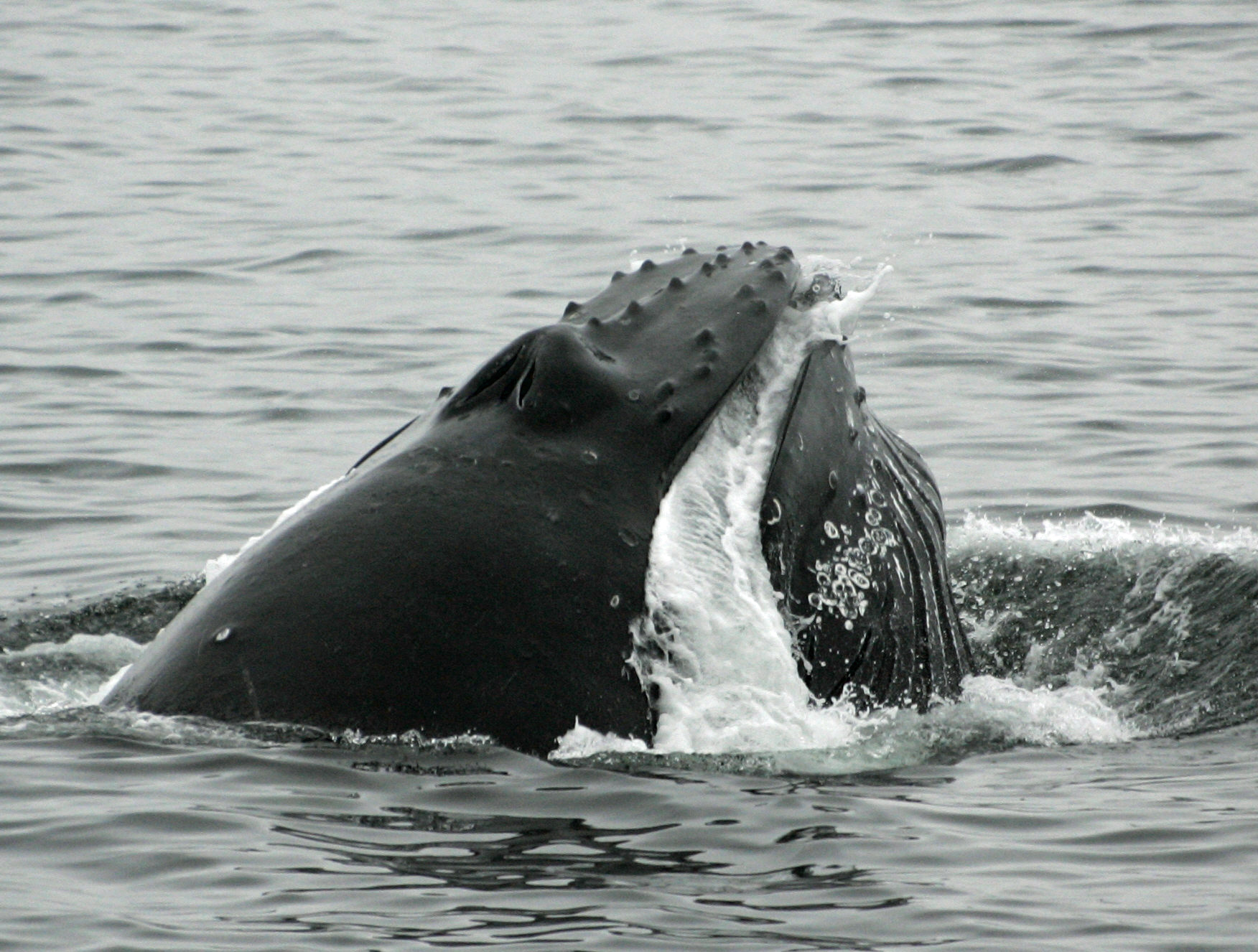
Het water wordt door de baleinen naar buiten geperst, terwijl de prooidieren in de bek blijven.

#### Jachttechnieken
De bultrug staat bekend om zijn actieve en complexe jachttechnieken; geen andere baleinwalvis heeft zoveel manieren om aan voedsel te komen. Zo slaat de bultrug bijvoorbeeld met zijn borstvinnen of staart op het wateroppervlak om zijn prooi te verdoven. In 2013 is ontdekt dat sommige bultruggen zich ook op de oceaanbodem voeden, maar welke techniek ze daarvoor gebruiken is niet precies bekend. Net als sommige andere vinvissen voedt de bultrug zich ook door met opengesperde bek op een school krill of vis in te zwemmen. Dit doet hij door horizontaal aan de oppervlakte door het water te 'ploegen' of verticaal omhoog te zwemmen, waarbij hij meer snelheid kan maken. Dankzij zijn keelgroeven kan de bultrug vele duizenden liters water in zijn bek verzamelen, tot wel twee derde van zijn eigen lichaamsgewicht. Nadat hij zijn bek heeft gesloten perst hij met zijn tong het water weer naar buiten, waarbij de meeste prooidieren door de baleinen worden tegengehouden.

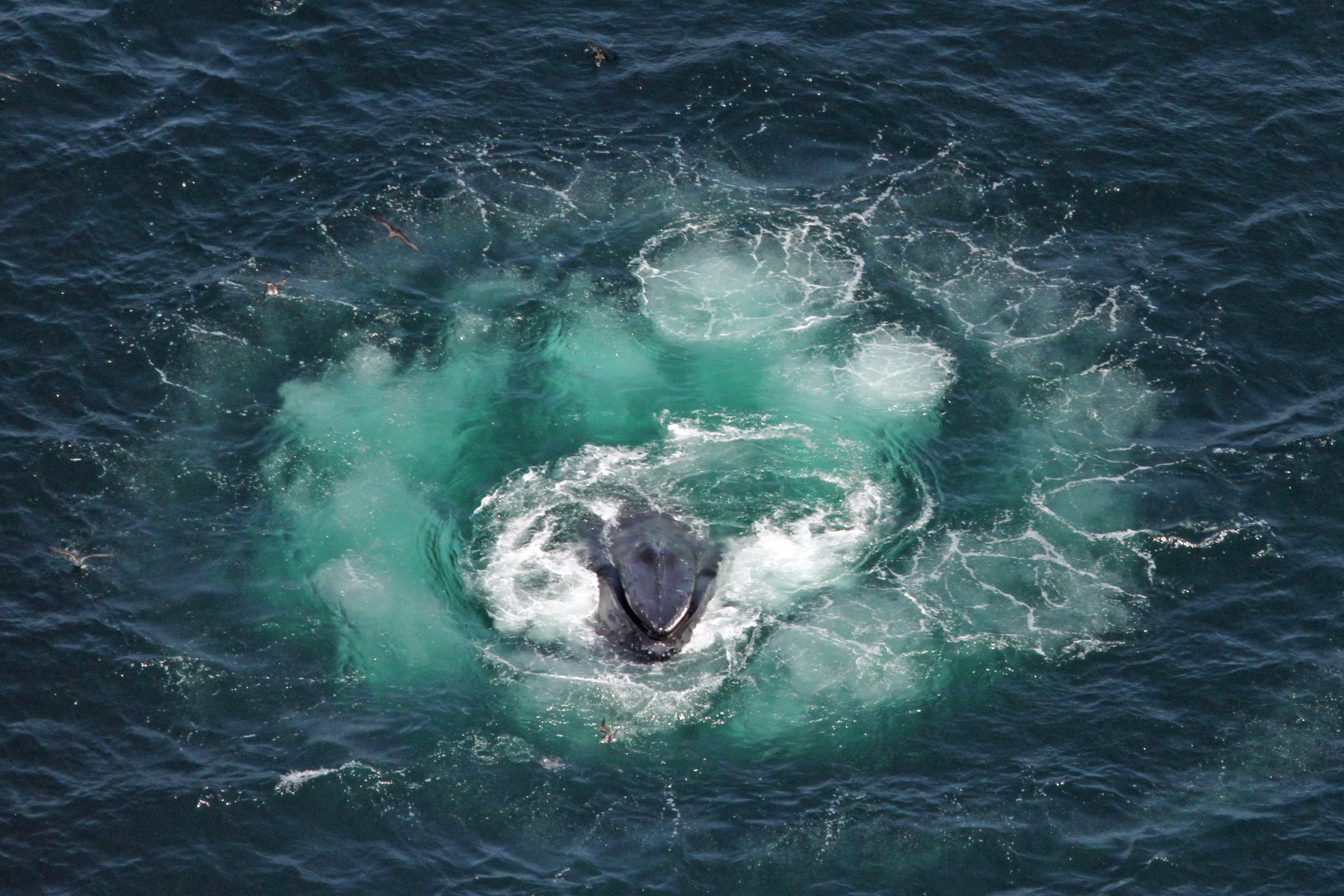
Een bultrug breekt door een gordijn van luchtbellen.

In tegenstelling tot andere baleinwalvissen jagen bultruggen vaak in groepen. Een typerende jachttechniek voor deze walvis staat bij wetenschappers bekend als het bubbelnet. Twaalf tot maximaal 24 bultruggen zwemmen in een steeds kleinere cirkel rond de prooidieren, terwijl ze gezamenlijk een gordijn van luchtbellen uit hun spuitgaten blazen. De prooidieren raken gevangen in de steeds smallere cilinder en worden vervolgens gegrepen door de bultruggen die met opengesperde bek verticaal omhoog zwemmen. Een onderwatercamera die was bevestigd op de rug van een bultrug liet zien dat het samenwerkingsverband soms complexer in elkaar steekt dan aanvankelijk werd gedacht. Op de filmbeelden is te zien hoe tijdens het maken van het luchtbelgordijn meerdere bultruggen naar beneden duiken om vis naar het luchtbelgordijn te jagen, terwijl andere bultruggen prooidieren lokken met hun gezang.
Om hun prooidieren in te sluiten gebruiken bultruggen ook wel een cirkel van schuim, die ze creëren door in een cirkel te zwemmen terwijl ze met hun borstvinnen op het water slaan. Dergelijke technieken veroorzaken veel turbulentie in het water en trekken vaak zeevogels en roofdieren aan. Deze voeden zich met de prooidieren die naar de oppervlakte zijn gejaagd of door de baleinen van de bultruggen weer naar buiten zijn geglipt.
In 2013 publiceerde het wetenschappelijk tijdschrift Science een studie naar een techniek die omschreven werd als lobtail feeding, een uitbreiding op de bubbelnetmethode. Deze techniek werd voor het eerst geobserveerd in 1980 en is sindsdien honderden malen waargenomen. Voordat een groep een gordijn van luchtbellen maakt rondom een school zandspieringen, slaan enkele bultruggen met hun staart een- tot viermaal krachtig op het wateroppervlak. Hierdoor voorkomen ze dat de vluchtende zandspieringen uit het water zullen springen. Biologen menen dat bultruggen zich deze methode eigen hebben gemaakt nadat de haringstand daalde. Veel bultruggen begonnen zich op de vangst van de energiekere zandspiering toe te leggen en moesten daarom hun jachttechnieken aanpassen.

### Voortplanting en ontwikkeling

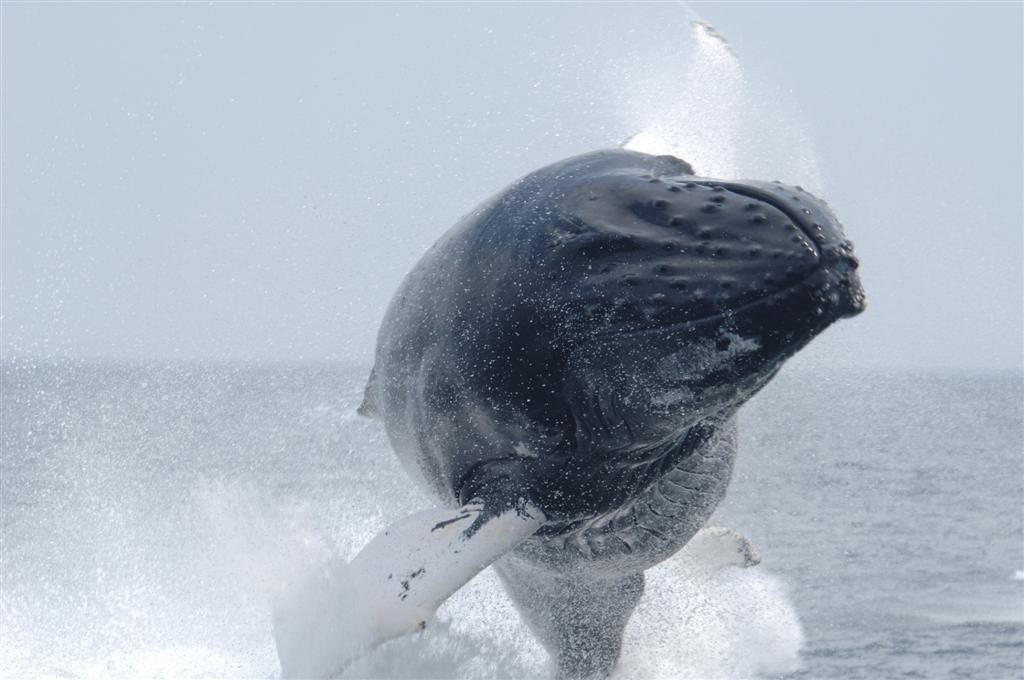
Door middel van spectaculaire capriolen proberen mannetjes zichzelf te bewijzen.

Rond het begin van de winter migreren mannetjes en vrouwtjes naar de wateren richting de evenaar. Ze hebben dan voldoende vetreserves opgebouwd om te overleven in de voedselarme warme wateren. Daar aangekomen beginnen de mannetjes de vrouwtjes het hof te maken. Ze zijn hierbij weinig kieskeurig en soms worden er ook avances gemaakt naar een vrouwtje dat nog een kalf zoogt. De mannetjes achtervolgen gezamenlijk een vrouwtje wanneer ze met hoge snelheid wegzwemt of proberen haar te imponeren. Dit doen ze onder andere door sierlijk te zwemmen of door middel van acrobatische capriolen, zoals sprongen uit het water en het slaan op het wateroppervlak met de borstvinnen of de staart. Ook laten mannetjes hun gezang horen, maar het is nog onzeker of ze dit alleen doen om een wijfje te imponeren of ook om zich te meten met andere mannetjes. Sommige wetenschappers zijn van mening dat een vrouwtje de mannetjes onder andere beoordeelt op hun gezang. De samenstelling van een groep rond een wijfje verandert voortdurend, want veel mannetjes geven het na verloop van tijd op, terwijl anderen arriveren om ook een poging te wagen. Er bestaat veel concurrentie tussen de mannetjes en vaak gaan ze elkaar te lijf door op elkaar in te springen. De gevechten kunnen behoorlijk fel zijn en bij dergelijke krachtmetingen raken vaak mannetjes gewond. Als het wijfje uiteindelijk haar keus bepaald heeft, geven de afgewezen mannetjes zich gewonnen.

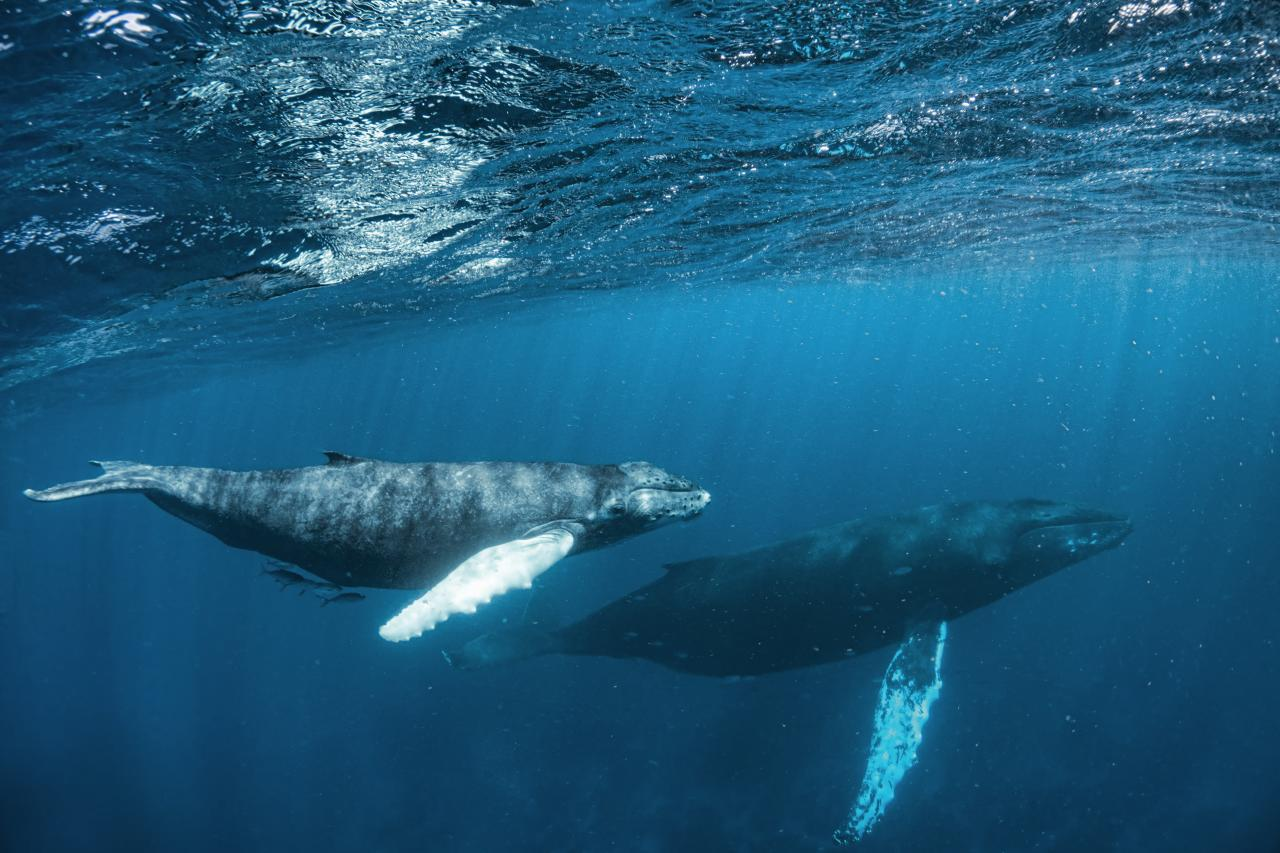
Een kalf blijft het eerste jaar bij de moeder.

Volwassen vrouwtjes krijgen meestal elke twee of drie jaar een kalf. De draagtijd is normaal gesproken 11½ maand, maar er zijn ook langere draagtijden geregistreerd, oplopend tot twee jaar. De geboorte van een tweeling is zeldzaam, minder dan één procent van het totaal aantal geboorten. Pasgeboren kalveren wegen gemiddeld 1800 kilo en zijn zo'n zes meter lang. Meteen na de geboorte beginnen de zwemlessen, waarbij de moeder met haar kop haar kalf ondersteunt en regelmatig naar het wateroppervlak brengt voor zuurstof. Het kalf wordt het eerste jaar gezoogd en drinkt dagelijks 200 tot 350 liter roze moedermelk, die voor vijftig procent uit vet bestaat en veel proteïnen bevat. Wanneer het wijfje kort na de geboorte weer wordt bevrucht, kan ze ondanks haar zwangerschap borstvoeding blijven geven. In de tweede helft van dit jaar zal het kalf beginnen met daarnaast zelf te foerageren. In de tijd dat de jonge bultrug nog afhankelijk is, concentreert de moeder zich vooral op haar jong en vinden interacties met andere bultruggen weinig plaats. Door het drinken van de vette moedermelk heeft het kalf na een aantal maanden genoeg isolerende blubber opgeslagen om met zijn moeder en andere soortgenoten naar de koude poolstreken te trekken. Doordat de moeder vrijwel geen voedsel tot zich heeft genomen in de broedwateren en desondanks zoveel moedermelk heeft geproduceerd, heeft ze tot wel 65 procent van haar lichaamsgewicht verloren. In de poolstreken kan ze eindelijk weer aansterken.
Wanneer een wijfje met een kalf zich in een groep bevindt, worden de twee vaak door een aantal mannetjes beschermd en geëscorteerd. Wanneer dan bultruggen van buiten de groep, potentiële vijanden of zelfs schepen deze groep naderen, kunnen de bultruggen agressief gedrag vertonen. Vaak blazen ze bubbels rondom de groep, slaan ze met hun vinnen op het water of springen zelfs op andere bultruggen in. Wanneer het kalf eenmaal gespeend is zal het de moeder verlaten, waarna sociale interacties tussen beiden nog slechts sporadisch voorkomen.
Bultruggen worden normaal 45 à 50 jaar oud, maar kunnen waarschijnlijk de leeftijd van 95 jaar bereiken. Vrouwtjes zijn geslachtsrijp wanneer ze vier of vijf jaar oud zijn, bijna een jaar voordat ze volgroeid zijn. Mannelijke bultruggen zijn over het algemeen geslachtsrijp wanneer ze zeven jaar oud zijn.

### Communicatie
Bultruggen communiceren met elkaar door middel van een groot aantal verschillende geluiden. Volgens de bioloog Rebecca Dunlop, die een uitgebreid onderzoek heeft verricht naar het vocabulaire van de bultrug, zijn er in totaal 34 verschillende geluiden te onderscheiden. Deze zijn grofweg onder te verdelen in geluiden onder water en geluiden aan de oppervlakte.
Bultruggen aan de oppervlakte communiceren door middel van 'fysieke' geluiden. Naar men aanneemt kunnen de enorme sprongen uit het water ook dienen als een vorm van communicatie, net als het slaan op het water met de lange borstvinnen. Onder water communiceren bultruggen met behulp van een breed repertoire aan geluiden, die ze produceren door lucht door hun neusholtes te persen. Wetenschappers beschreven deze geluiden onder andere als grommen, briesen, zuchten en blaffen. De frequentie van deze geluiden kan variëren tussen de 40–5000 hertz; de geluiden kunnen tot een afstand van 200 km worden opgevangen met hulp van hydrofoons. De klikgeluiden die de bultrug maakt wijzen volgens onderzoek mogelijk op het feit dat het dier, net als tandwalvissen, gebruikmaakt van echolocatie.
Onder normale omstandigheden kunnen de geluiden van zingende mannetjes door soortgenoten tot ongeveer 16 km ver worden waargenomen. Sommige diepe en koude waterlagen in de oceaan geleiden geluid echter zeer goed, vooral laagfrequent geluid van 20–100 hertz. In dergelijke wateren kunnen bultruggen geluiden verspreiden tot een afstand van 8.000 km.

#### Het lied van de bultrug
Het lied van de bultrug is complexer dan het gezang van andere walvissen. Het wordt uitsluitend door mannetjes geproduceerd, met name tijdens het paarseizoen. Walvisliederen werden per toeval ontdekt door wetenschappers die onder water akoestisch onderzoek deden. Het onderzoek werd op een gegeven moment verstoord door een onbekende oorzaak. Met behulp van hydrofoons en waarnemingen aan de oppervlakte konden onderzoekers vaststellen dat de verstoring werd veroorzaakt door het zingen van walvissen.
In 1971 werd een eerste uitgebreide studie gemaakt van het gezang van de bultrug. De biologen Roger Payne en Scott McVay maakten diverse geluidsopnames die ze vervolgens grondig analyseerden. Uit hun onderzoek bleek dat het lied van de bultrug veel kenmerken heeft van een normale muziekcompositie en bestaat uit een geordende opeenvolging van basisthema's, die weer zijn opgedeeld in frases, motieven en ongeveer twintig verschillende syllaben of basiseenheden. Een syllabe is het basiselement van de liederen en bestaat uit basisklanken, te vergelijken met muzieknoten of akkoorden. Een reeks van identieke syllaben vormt de motieven, die weer worden gegroepeerd in frasen. Een reeks frasen vormt op zijn beurt weer een thema. Een individuele bultrug heeft meestal zes tot negen thema's in zijn repertoire. De afzonderlijke frasen kunnen aanmerkelijk in duur variëren en motieven worden nooit herhaald, zodat het lied van de bultrug elke keer anders klinkt.
De bultrug laat zijn lied, dat gewoonlijk 6 tot 35 minuten duurt, meestal meerdere keren achter elkaar horen en kan hier dagen aan een stuk mee door gaan. Als een lied wordt onderbroken, zoals bij een korte adempauze, neemt de bultrug het daarna weer op waar hij was onderbroken; de volgorde blijft dus altijd intact. Meestal groeperen meerdere zingende mannetjes zich rond een enkel vrouwtje. Men neemt daarom aan dat mannetjes met hun gezang vrouwtjes aantrekken, aan willen geven dat ze beschikbaar zijn of zich willen meten met andere mannetjes.
Een vrouwtje kan aan de hand van de zang een mannetje herkennen, dus kennelijk hebben individuele bultrugmannetjes hun eigen karakteristieke stem. Wetenschappers hebben ontdekt dat bultruggen in bepaalde periodes in één gebied vrijwel hetzelfde lied zingen. Er worden daarbij meerdere dialecten per regio onderscheiden, zoals in de Grote Oceaan rond Hawaï en Mexico, in de Atlantische Oceaan rond het Caribisch gebied en rond Tonga. In de loop van enkele jaren verandert elk lied compleet en wordt het oude lied nooit meer herhaald.

### Interactie met andere walvisachtigen
Het verspreidingsgebied van de bultrug overlapt met dat van een groot aantal andere walvis- en dolfijnsoorten. Bultruggen zijn aangetroffen in gezelschap van soorten als de blauwe vinvis, gewone vinvis, dwergvinvis, grijze walvis, potvis en witflankdolfijn. Bovendien hebben wetenschappers in alle oceanen interacties waargenomen tussen bultruggen en noordkapers, tuimelaars en vinvissen. In de zeeën rond Hawaï werd bijvoorbeeld tweemaal waargenomen hoe een bultrug een tuimelaar boven het wateroppervlak gooide. Wetenschappers die getuigen waren van zo'n gebeurtenis concludeerden dat de meest logische verklaring voor dit gedrag speelsheid was.
Soms heeft het er de schijn van dat bultruggen en andere walvissoorten elkaar het hof maken. Zo is waargenomen dat een bultrug en een zuidkaper voor de kust van Mozambique elkaar probeerden te imponeren met hun capriolen. Bij Rarotonga werd in 2014 waargenomen hoe een mannetjesbultrug een niet eerder gehoord lied zong terwijl hij een gewone vinvis naderde.

### Natuurlijke vijanden en symbionten

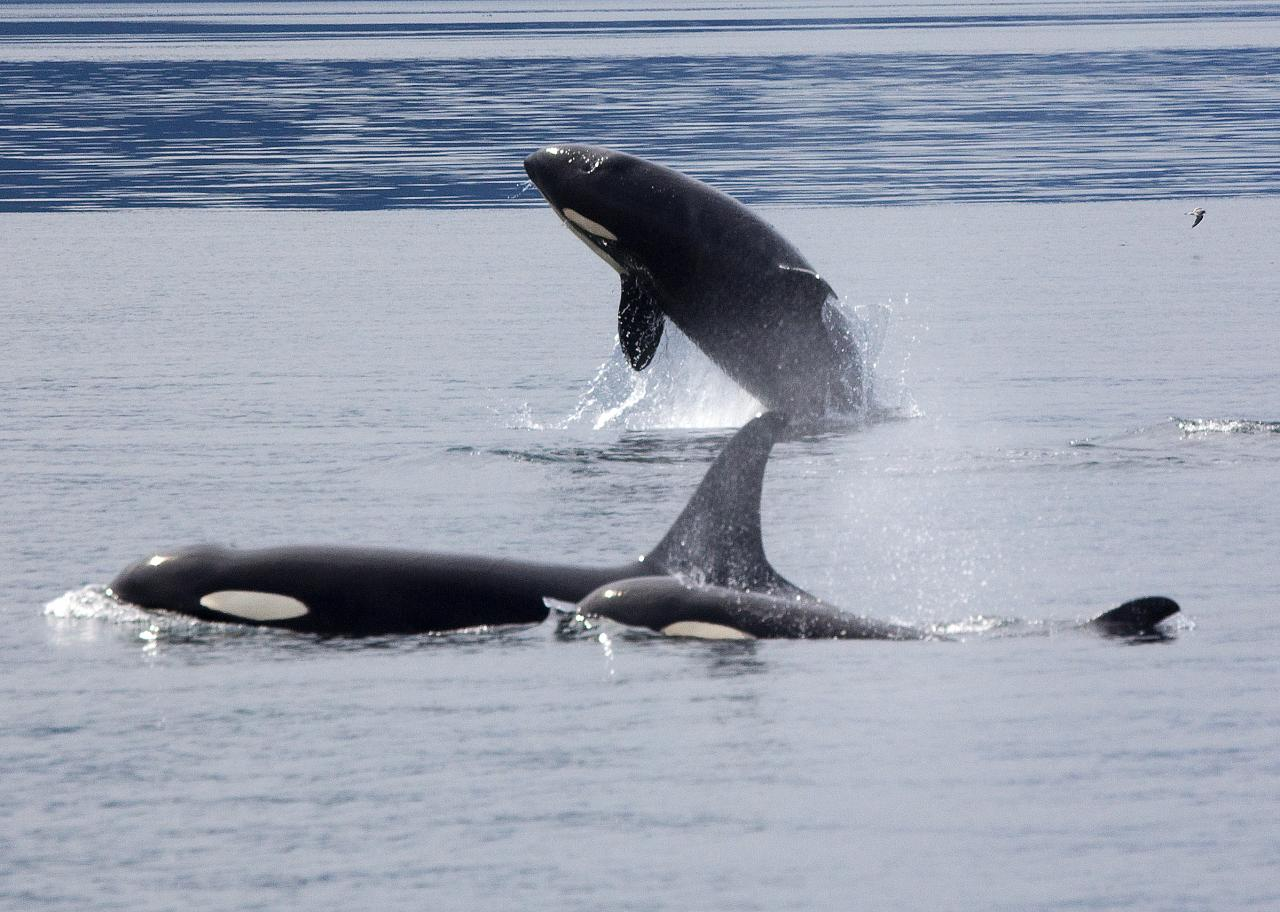
Orka's vormen een bedreiging voor onvolwassen bultruggen.

Dankzij zijn grote omvang heeft de bultrug relatief weinig natuurlijke vijanden. Orka's vormen de grootste bedreiging; zij vallen regelmatig onvolwassen bultruggen aan. Ook sommige haaisoorten vallen soms kalveren aan. Veel bultruggen dragen littekens van aanvallen die ze in hun eerste jaar hebben overleefd. Sommige biologen zijn van mening dat aanvallen van orka's de voornaamste reden vormen voor de jaarlijkse migraties van de bultrug. In veel warme kustwateren, zoals die van Hawaï, komen orka's en haaien namelijk zelden voor.
De huid van de bultrug is, net zoals bij andere baleinwalvissen, bedekt met een groot aantal meeliftende organismen. Het grootste deel hiervan bestaat uit zeepokken (ten minste drie verschillende soorten), die zich voeden met micro-organismen uit de oceaan. Op één bultrug hebben onderzoekers 450 kilogram zeepokken aangetroffen. Waarschijnlijk ervaren bultruggen over het algemeen weinig hinder van zeepokken en hebben ze nauwelijks last van dit extra gewicht. Bovendien raakt de bultrug een groot deel van zijn zeepokken kwijt wanneer hij naar de warmere wateren trekt.
Een ander groot deel van de meeliftende organismen bestaat uit walvisluizen, met name Cyamus boopis. Deze walvisluizen, zo genoemd door walvisvaarders die de gelijkenis zagen met echte luizen, kunnen 19 mm groot worden en voeden zich met alg en de huid van de bultrug. Er is geen bewijs dat ze werkelijk schadelijk voor de bultrug zijn, maar sommige wetenschappers vermoeden dat de bultrug ze wel degelijk als irritant ervaart. De meeste hinder heeft de bultrug van parasieten die in zijn maag leven, namelijk platwormen en rondwormen. Het staat niet vast of deze dodelijk voor het dier zijn.
Tot groot nut voor de bultrug zijn de poetsvissen en poetsgarnalen, zoals de pacifische poetsgarnaal (Lysmata amboinensis). Zij voeden zich met parasieten en dode huid en maken wonden schoon. Terwijl de poetsvissen de bultrug gedurende een groot deel van zijn reis vergezellen, komen poetsgarnalen voornamelijk voor in poetsstations in de tropische wateren.

## Verspreiding en habitat

Verspreidingsgebied (in blauw) van de bultrug

Volgens een schatting van de International Union for Conservation of Nature and Natural Resources (IUCN) bedroeg het aantal bultruggen in 2008 ruim 60.000. Ze komen in alle wereldzeeën voor, van de 77e breedtegraad in het noorden tot aan de Antarctische ijsgrens in de Zuidelijke Oceaan. Bultruggen leven in afzonderlijke populaties, waarbij onderlinge interacties weinig voorkomen. Boven de evenaar leven twee populaties in de noordelijke Atlantische Oceaan en twee in de Grote Oceaan. In de zuidelijke oceanen komen ten minste zeven populaties voor. Er is geen bewijs voor territoriumgedrag, alhoewel sommige individuen en groepen een voorkeur lijken te hebben voor bepaalde broed- of voedsellocaties.

De grootste concentraties bultruggen bevinden zich in de Atlantische en Grote Oceaan en in de Noordelijke IJszee. Ook in de zeeën rond Europa komen veel bultruggen voor, met name in de Golf van Biskaje. De laatste jaren worden ook in kleinere Europese zeeën steeds vaker bultruggen gerapporteerd, bijvoorbeeld in het oosten van de Middellandse Zee, de Baltische Zee en in Scandinavische wateren, waaronder het Skagerrak en het Kattegat ten noorden van Denemarken en in de wateren tussen fjorden, zoals die van Kvænangen. Al sinds de 18e eeuw zijn er waarnemingen gedocumenteerd van aangespoelde bultruggen op de kust van België en Nederland. Zo beschreef de kunstenaar en historicus Pieter Le Doulx een stranding in 1751, aan de kust bij het Belgische plaatsje Blankenberge. Sinds het begin van de 21e eeuw worden levende bultruggen in de kustwateren van Nederland en België waargenomen, zoals in 2007 in het Marsdiep in Nederland en in 2011 voor de kust van Zeebrugge in België.

### Migratie
In de zomer voeden bultruggen zich in de koude, maar voedselrijke wateren in en nabij de poolgebieden, waarbij ze vet opslaan in hun blubber. In de winter hebben ze voldoende vetreserves opgebouwd en trekken weer richting de evenaar, waar ze paren en kalven in warme, maar voedselarme wateren. Onderzoekers hebben in de wateren van Antarctica ook 's winters bultruggen aangetroffen. Vermoedelijk gaat het hier om onvolwassen vrouwtjes die zich extra voeden voordat hun eerste zwangerschap begint.
De meeste bultrugpopulaties migreren tweemaal in het jaar en volgen daarbij zoveel mogelijk de kustlijn, al worden ze ook in de open zee aangetroffen. Mogelijk gebruiken ze in het laatste geval de invloed van het aardmagnetisch veld om te kunnen navigeren. In een jaar tijd kunnen bultruggen afstanden afleggen van wel 16.400 km, een afstand die voor zover bekend alleen door de grijze walvis wordt overtroffen. In 2010 zwom een bultrugvrouwtje van een broedgebied in Brazilië naar een broedgebied in Madagaskar, een enkele reis van ten minste 9800 km. In de Arabische Zee leeft echter een kleine populatie van enkele honderden bultruggen die niet migreert; daar is gedurende het hele jaar voldoende voedsel beschikbaar.
Op het zuidelijk halfrond vindt de paring plaats van juni tot oktober, nabij tropische kusten en rond eilandjes in de Grote Oceaan. Een uitzondering wordt gevormd door een populatie van ongeveer 2000 bultruggen die elk jaar van juli tot oktober van de Zuidelijke Oceaan voorbij de evenaar naar de kustwateren van Costa Rica en Panama zwemt. In 2007 werd onderzoek gedaan naar zeven bultruggen en ontdekt dat ze een reis hadden gemaakt van ten minste 8.300 km, van Antarctica tot de westkust van Costa Rica.
Op het noordelijk halfrond volgen de populaties de volgende patronen:
- Bultruggen uit de noordelijke Atlantische Oceaan paren in de Caraïben. In de lente trekken ze naar het westen van de oceaan, in de zomer naar de voedselrijke gebieden van de Golf van Maine en IJsland.
- Een kleinere populatie trekt tussen Noorwegen in het noorden en West-Afrika en de Kaapverdische Eilanden in het zuiden.
- Grote populaties trekken vanuit het noorden van de Stille Oceaan naar broedgebieden rond Hawaï,[77] Zuid-Japan en de westkust van Mexico. Onderweg naar het zuiden voedt een groot aantal bultruggen zich in de kustwateren van Noord-Amerika en Azië.
- Een kleine populatie van ongeveer 300 bultruggen trekt van december tot maart naar de kustwateren van Panama en Costa Rica. Zij gebruikt hetzelfde broedgebied als de zuidelijke populatie een half jaar ervoor.[75]

## Taxonomie

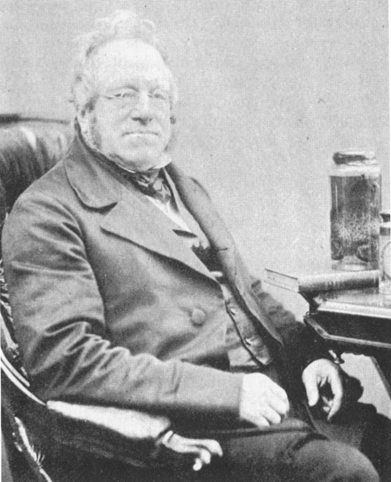
In 1846 bracht John Edward Gray de bultrug onder in het geslacht Megaptera.

De Franse zoöloog Mathurin Jacques Brisson beschreef de bultrug in 1756 als eerste en gaf hem in zijn boek Regnum Animale de naam baleine de la Nouvelle Angleterre (baleinwalvis van New England). De wetenschappelijke naam van de bultrug werd voor het eerst geldig gepubliceerd door de Duitse zoöloog Georg Heinrich Borowski in 1781. Hij vertaalde de door Brisson gegeven Franse naam in het Latijn als Balaena novaeangliae.
In 1804 rekende de Franse bioloog Bernard Germain de Lacépède de bultrug onder hetzelfde geslacht als de overige vinvissen en veranderde de wetenschappelijke naam in Balaenoptera jubartes. In 1846 classificeerde de Britse zoöloog John Edward Gray de bultrug als lid van een nieuw monotypisch geslacht en gaf het de naam Megaptera longipinna. Ten slotte veranderde de Amerikaanse bioloog Remington Kellogg in 1932 de naam longipinna in het door Borowski gebruikte novaeangliae; sindsdien wordt de wetenschappelijke naam Megaptera novaeangliae gebruikt.
Het uiterlijk van de bultrug vertoont duidelijke overeenkomsten met dat van de vinvissen uit het geslacht Balaenoptera, zoals het grote aantal keelgroeven en de korte baleinen. Er zijn echter ook duidelijke verschillen in uiterlijk en eveneens in gedrag. Door deze verschillen wordt de bultrug tot een eigen geslacht gerekend en is het sinds 1846 de enige vertegenwoordiger van het geslacht Megaptera. Recent genetisch onderzoek wees echter uit dat de bultrug genetisch meer overeenkomt met de gewone vinvis en enkele andere vinvissen dan met de overige vinvissen als de dwergvinvis. Mogelijk is de bultrug zelfs verwant aan de grijze walvis (Eschrichtius robustus). Als deze overeenkomsten verder gestaafd worden, dienen mogelijk de families van de grijze walvissen (Eschrichtiidae) en de vinvissen (Balaenopteridae) opnieuw geclassificeerd te worden.
In 2014 wees genetisch onderzoek door de British Antarctic Survey uit dat bepaalde populaties bultruggen in het noorden van de Atlantische Oceaan en de Grote Oceaan en in de zuidelijke oceanen zich dusdanig onderscheiden van hun soortgenoten elders, dat ze wellicht als een aparte ondersoort beschouwd dienen te worden.

## Relatie met de mens

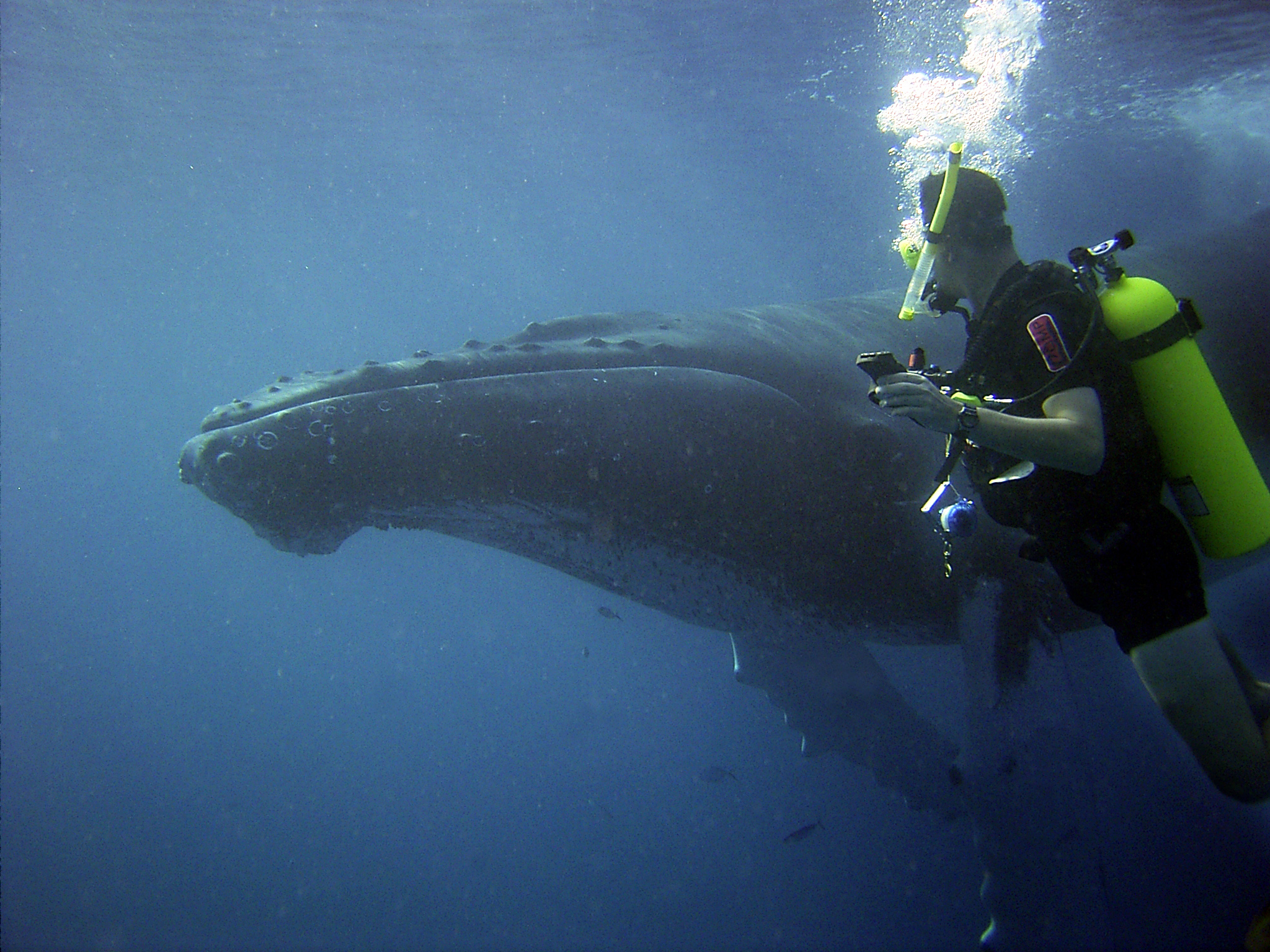
Een nieuwsgierige bultrug neemt een kijkje bij een duiker die meetapparatuur repareert.

In het verleden vormden bultruggen een belangrijke bron van inkomsten. De olie van de bultrug werd gebruikt als smeermiddel voor machines, als lampolie of verwerkt in margarine en bakboter. De baleinen werden toegepast in verstevigingen in kledingstukken en als spaken in paraplu's. Van de botten werden wapens, pijpen en andere gebruiksvoorwerpen gemaakt, of ze werden vermalen en verkocht als kunstmest. Het vlees werd zowel verwerkt in diervoeders als in producten voor menselijke consumptie. Tegenwoordig is de jacht op bultruggen drastisch afgenomen. Als gevolg van de vele publicaties over bultruggen is de belangstelling naar deze intelligente wezens zodanig toegenomen dat ze een andere economische waarde gekregen hebben, namelijk die voor het ecotoerisme.

### Bedreiging
Al vanaf de prehistorie werd op de walvis gejaagd door Eskimo's, Indianen en andere volken die aan de kust leven. In Europa werd al in de 9e eeuw op walvissen gejaagd. Aanvankelijk gebeurde dit door Vikingen in Scandinavië en later, in de 12e eeuw, ook door Basken in de Golf van Biskaje. Hoewel deze walvisvaarders zich voornamelijk toelegden op trage walvissen als noordkapers en Groenlandse walvissen, is het niet uitgesloten dat ze bij gelegenheid ook bultruggen doodden. Walvissen werden in die tijd vrijwel alleen gedood voor levensbehoeften als voedsel, (waterdichte) kleding, olie en materiaal voor gereedschappen. Deze kleinschalige walvisvangst vormde daarom waarschijnlijk geen risico voor de instandhouding van de soort.
De eerste gedocumenteerde bultrugvangsten dateren uit de 17e eeuw; vanaf de oostkust van Noord-Amerika werd sporadisch commercieel gejaagd op noordkapers en bultruggen die langs de kust migreerden. In het begin van de 19e eeuw naam de commerciële walvisvaart enorm toe en werden bultruggen gedood in de Atlantische Oceaan en, in mindere mate, in de Grote Oceaan en de Indische Oceaan. Ze vormden een makkelijk prooi, aangezien ze vaak dicht langs de kust migreren en in de broedgebieden in grote groepen samen komen. In 1870 patenteerde de Noorse walvisvaarder Svend Foyn de granaatharpoen, waardoor de vangst van bultruggen werd vereenvoudigd en als gevolg daarvan snel toenam. In 1904 werd het jachtgebied uitgebreid naar de Zuidelijke Oceaan en was de bultrug dus ook in de zomer niet veilig. Tot 1911 vormden bultruggen het grootste deel van de vangst van walvisvaarders.
Na verloop van tijd begonnen steeds meer mensen in te zien dat het aantal bultruggen gevaarlijk aan het slinken was. In 1939 werd het daarom verboden om bultruggen in de wateren rond Antarctica te vangen, maar dit verbod werd in 1949 weer opgeheven. Op 2 december 1946 werd de Internationale Walvisvaartcommissie (IWC) opgericht om afspraken omtrent de walvisvaart onder de loep te nemen en eventueel te herzien. Doordat walvisvaarders zonder systeem te werk gingen, hadden sommige walvissoorten veel meer te lijden dan andere. In eerste instantie hadden dus ook de walvisvaarders baat bij regulering door deze commissie. In de jaren 60 echter ging de IWC ertoe over om bepaalde walvissoorten volledig te beschermen, omdat ze in hun voortbestaan werden bedreigd. Het aantal bultruggen bedroeg op dat moment al minder dan 5000. In 1966 werd de jacht op de bultrug wereldwijd verboden. Toch worden bultruggen nog steeds illegaal gevangen door walvisvaarders uit landen als Japan, Noorwegen en IJsland, vaak onder het mom van wetenschappelijk onderzoek. In 2010 kreeg de inheemse bevolking van Groenland toestemming om drie jaar lang een klein aantal bultruggen te doden voor eigen gebruik.

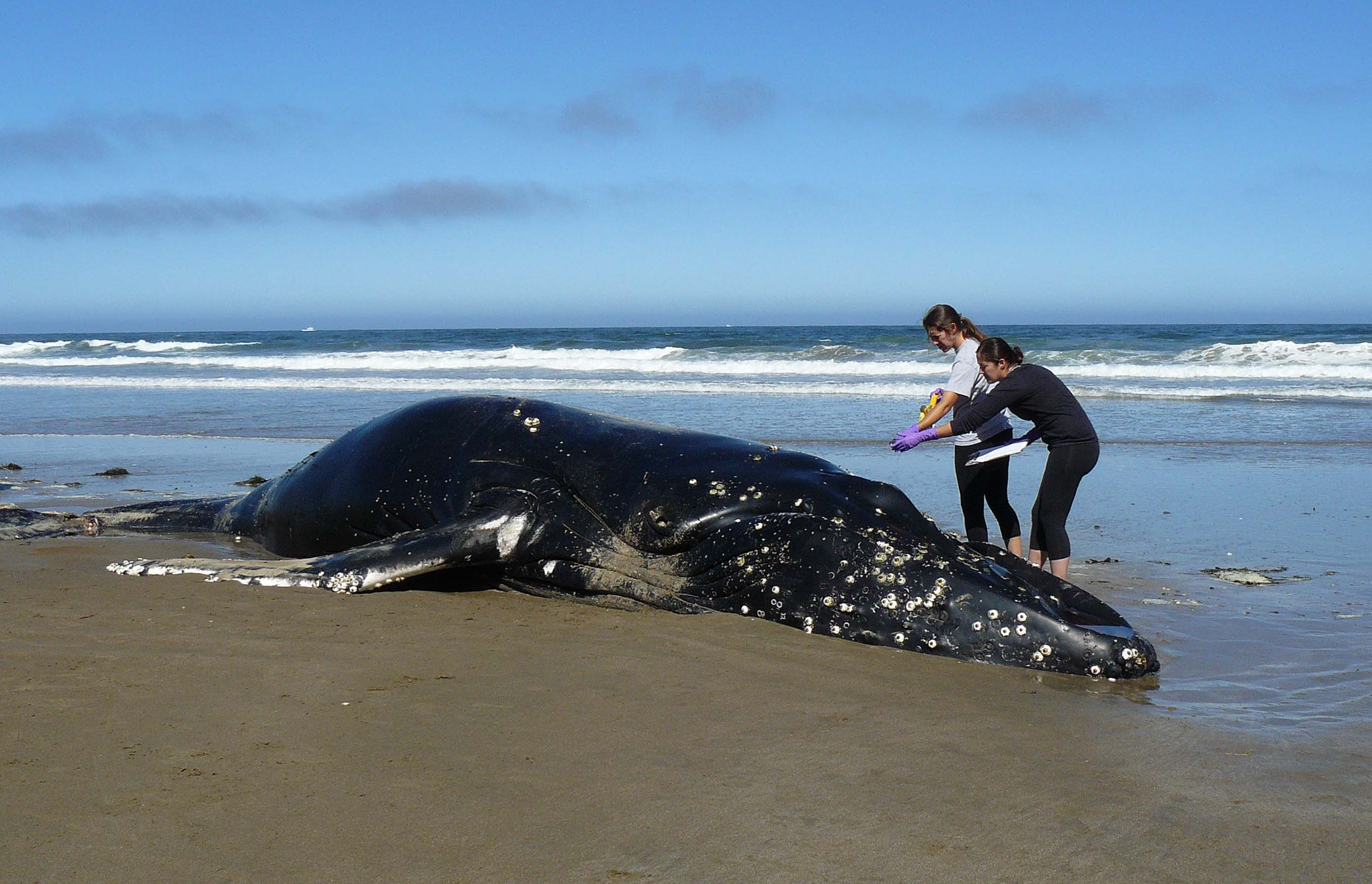
Een jonge bultrug ligt gestrand op de kust van Californië. Zijn verwondingen aan de staart zijn vermoedelijk veroorzaakt door vissersgerei.

Ondanks de afname van de walvisvangst vinden nog steeds veel bultruggen de dood als gevolg van menselijk handelen, zoals door overbevissing, aanvaringen met schepen en verstrikking in vissersgerei. Zo zagen aan het einde van de jaren 70 veel bultruggen zich gedwongen om dicht langs de kust van Newfoundland en Labrador te jagen omdat de scholen lodde steeds minder op open zee voorkwamen. Aan de kust kwamen ze echter in het gedrang met de talrijke vissersboten. Van de bultruggen die in de netten verstrikt raakten stierf de helft.
Een andere bedreiging voor de bultrug is door mensen gegenereerd geluid, zoals van schepen, olieboringen en machines. Deze geluiden kunnen bij bultruggen permanente gehoorbeschadiging veroorzaken. Ook als dat niet het geval is verstoren de geluiden een groot deel van de belangrijkste activiteiten van de dieren. Bultruggen gebruiken namelijk hun gehoor en zelfgeproduceerde geluiden voor communicatie, navigatie en het vinden van voedsel. Door het omgevingslawaai kunnen bultruggen dus minder makkelijk aan voedsel komen en wordt de communicatie tussen mogelijke partners en andere soortgenoten bemoeilijkt. Ook kunnen ze gedesoriënteerd raken, waardoor migraties worden onderbroken en sommige bultruggen zelfs op de kust stranden.

### Onderzoek

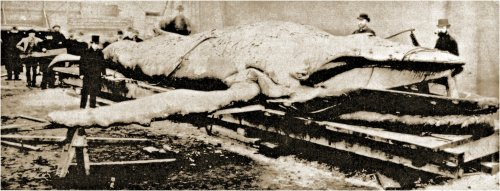
Professor John Struthers staat op het punt om een walvis te ontleden in 1884.

Aanvankelijk werd er uitsluitend wetenschappelijk onderzoek gedaan naar gestrande of gedode bultruggen. In december 1883 zwom een mannelijke bultrug in de monding van de rivier Firth of Tay in Schotland. Walvisvaarders verwondden het dier, waarop het kort daarna aan zijn verwondingen overleed. Na tentoongesteld te zijn in Edinburgh en Londen als de Tay Whale werd de bultrug onderzocht door professor John Struthers. Hij ontleedde het dier en schreef een groot aantal verhandelingen over de bultrug. Naast verslagen van walvisvaarders deden deze secties de kennis over de bultrug toenemen, maar veel zaken bleven nog onbegrepen.
Sinds de jaren 60 is het onderzoeksgebied uitgebreid en zijn ook de migratiepatronen en de sociale interacties uitvoerig bestudeerd. Vanaf de jaren 70 kwam er dankzij de studies naar het gezang nog meer inzicht in de levenswijze van de bultrug. In 1973 begonnen onderzoekers data te verzamelen van afzonderlijke bultruggen, gebruikmakend van het unieke patroon op de staartvin. Door het bestuderen van deze gegevens krijgen onderzoekers gedetailleerde informatie over de zwangerschap, groei, migraties en de grootte van afzonderlijke populaties. Uit deze studies bleek dat de bultrug een intelligent dier is. Bij het grote publiek begon het idee steeds meer te groeien dat walvissen ook rechten hebben. In 2010 werd daarom een manifest in het leven geroepen, getiteld Declaration of Rights for Cetaceans: Whales and Dolphins. Verschillende non-profitorganisaties onderschrijven deze verklaring.

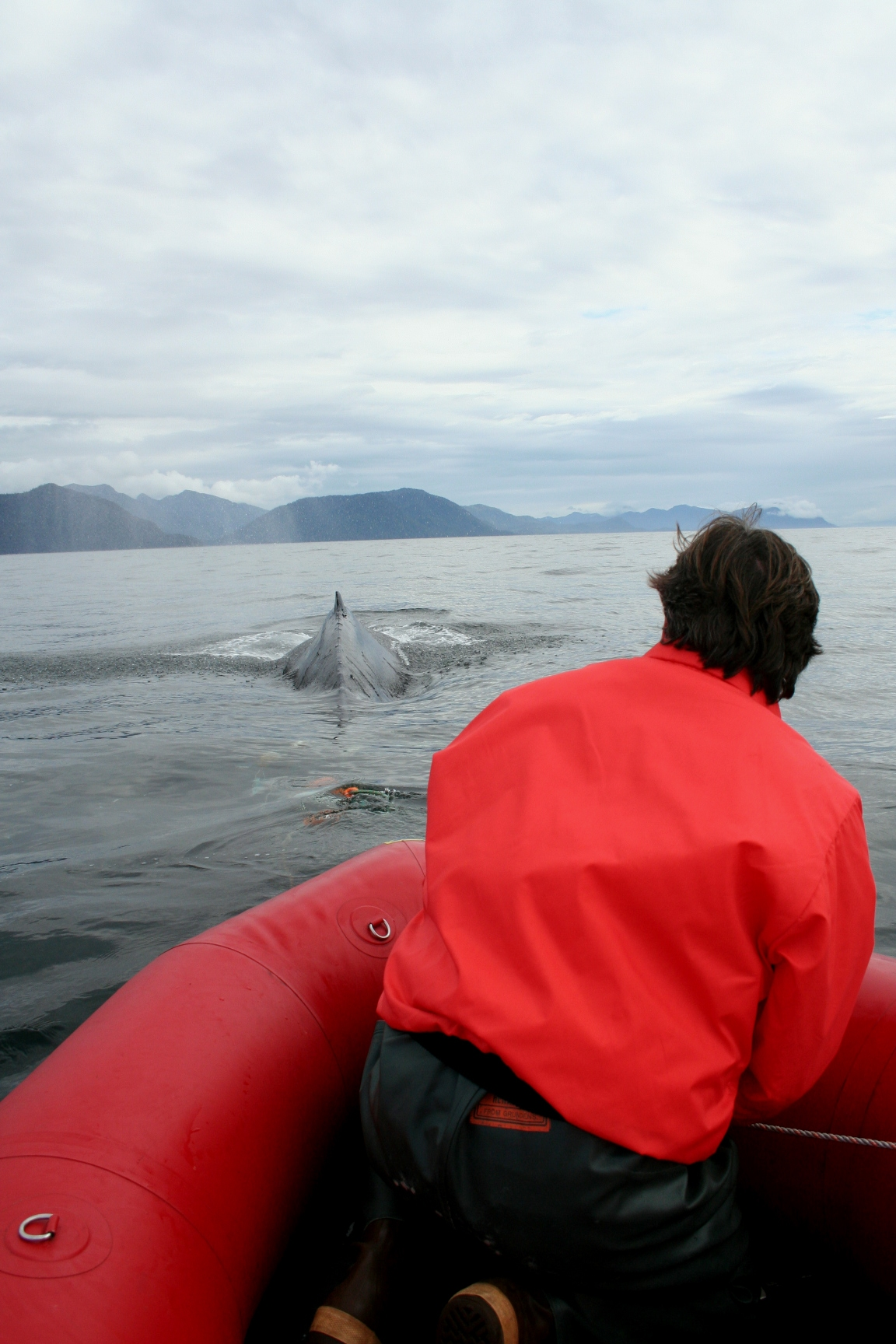
Een gespecialiseerde reddingsbrigade poogt een bultrug te bevrijden van een kieuwnet.

### Bescherming
Het geschatte aantal bultruggen wereldwijd bedroeg zo'n 125.000 exemplaren voordat de commerciële walvisvaart een aanvang nam. Als gevolg van de toegenomen vangst waren er in 1991 nog slechts 10.000 à 12.000 over. In 2008 was dit aantal volgens de IUCN alweer gestegen tot meer dan 60.000 en in datzelfde jaar werd de status op de Rode Lijst van de IUCN gewijzigd van 'kwetsbaar' naar 'niet bedreigd'. Als de bultrugpopulaties afzonderlijk worden bekeken, komen er echter verschillen aan het licht. Zo is de populatie in het westelijke gedeelte van de noordelijke Atlantische Oceaan zeer gezond, maar elders zijn er ten minste twee populaties waarvan het zeker is dat ze worden bedreigd. Van een aantal gebieden zijn weinig gegevens voorhanden over de bultrugpopulaties en het is het dus niet bekend of deze bedreigd zijn of niet. Dat betreft onder andere de Arabische Zee, de westkust van Afrika en gedeeltes van Oceanië. Het Amerikaanse ministerie van Handel bracht in 2008 een rapport uit getiteld SPLASH: Structure of Populations, Levels of Abundance and Status of Humpback Whales in the North Pacific. In het rapport wordt opgemerkt dat er ook over de bultruggen en hun migratiepatronen in de noordelijke Grote Oceaan onvoldoende gegevens beschikbaar zijn om concrete uitspraken te kunnen doen over de grootte en de groei van die populaties.
De CITES (een internationale overeenkomst over de handel in dieren en planten) heeft de bultrug om deze redenen opgenomen op hun lijst onder categorie I. Dit wil zeggen dat er niet op mag worden gejaagd, omdat de soort met uitsterven wordt bedreigd. Het Biodiversity action plan is een internationaal programma om bedreigde diersoorten en hun habitat te beschermen. Verschillende participerende landen hebben de bultrug hoog op hun lijst gezet, waaronder de Verenigde Staten. In dat land bestaat een aantal nationale parken die fungeren als toevluchtsoorden voor de bultrug, zoals het Glacier Bay National Park and Preserve en de Cape Hatteras National Seashore. Het Nationaal Park Marino Ballena in Costa Rica is zelfs speciaal ontworpen om bultruggen te beschermen.
Bultrugpopulaties worden ook beschermd door actievoerende organisaties die zich inzetten om illegale walvisvangsten te verhinderen. Greenpeace stelde bijvoorbeeld meerdere keren de walvisvangst door Japanse jagers aan de kaak en bracht het onder de aandacht van het publiek. Soms worden er agressievere methoden gebruikt, zoals door de Sea Shepherd Conservation Society. Sinds de oprichting in 1977 slopen medewerkers van deze organisatie fabrieken voor het verwerken van gedode walvissen en worden walvisvaarders door schepen van Sea Shepherd geramd.

### Walvis spotten
Bultruggen zijn doorgaans erg nieuwsgierig en bezoeken geregeld schepen en duikers, soms wel vele minuten lang. Bovendien vertonen ze een divers gedragspatroon en maken ze spectaculaire capriolen, vooral in de paartijd. Bultruggen zijn daarom een populaire attractie voor toeristen, duikers en walvisspotters die bultrugpopulaties bezoeken in kustplaatsen als die van Midden-Amerika, Madagaskar, Japan, Alaska en Australië. Alleen al in Hawaï levert deze vorm van ecotoerisme de staat jaarlijks zo'n $ 20 miljoen op. In 2013 schatte men dat walvisspotters jaarlijks 400 miljoen dollar aan de globale economie kunnen bijdragen en goed zijn voor zo'n 5700 extra banen.

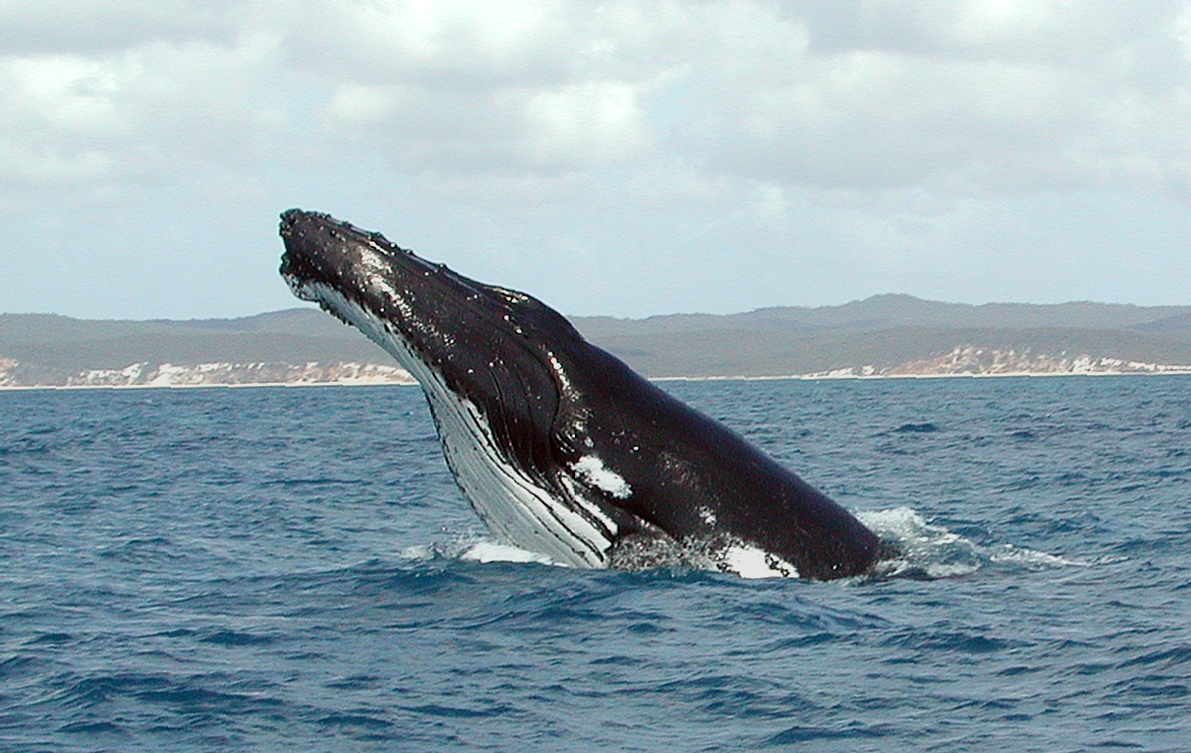
Een bultrug voor de kust van Queensland, Australië
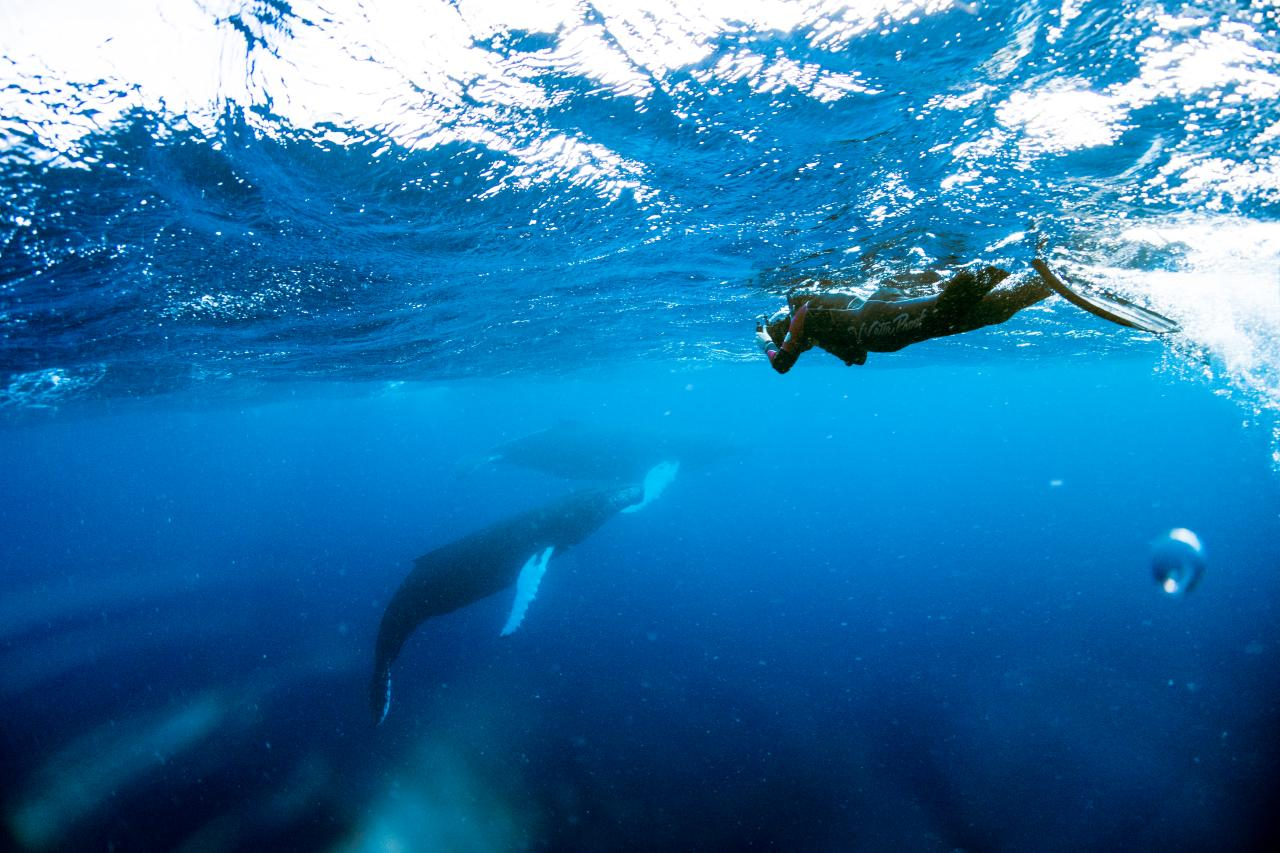
Een duiker maakt opnames van een bultrug en haar kalf in de Dominicaanse Republiek.
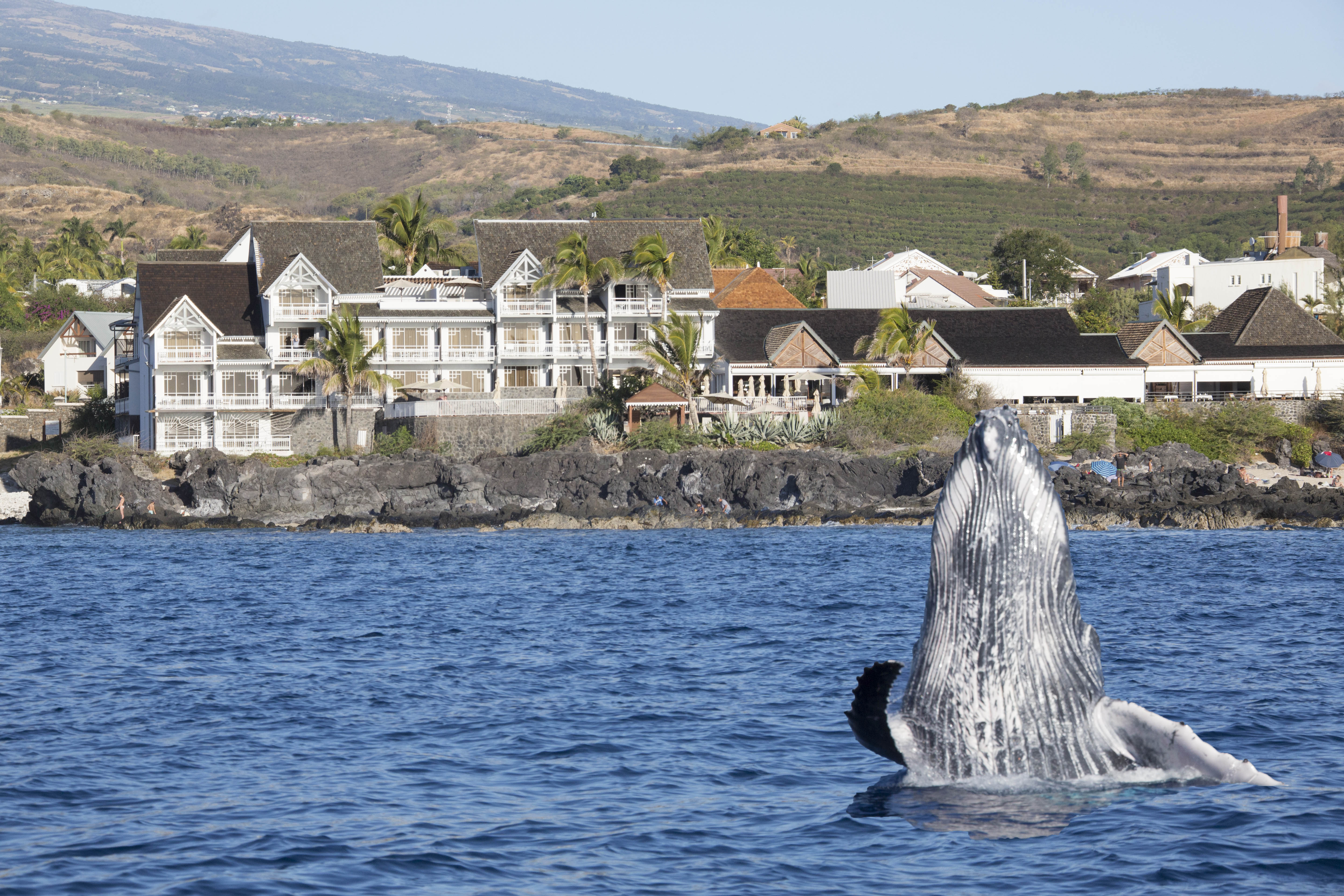
Een bultrug voor de kust van Saint-Denis, Réunion

Het spotten van walvissen, dat momenteel lucratiever is dan de walvisvangst, heeft volgens wetenschappers ook een negatief effect op de bultrug. Studies wijzen namelijk uit dat schepen met toeristen belangrijke activiteiten van de bultrug verstoren, zoals voeden en rusten. Een beter toezicht en betere instructies voor de gidsen zouden volgens de onderzoekers een deel van de verstoring weg kunnen nemen.